# Championnat du monde féminin de handball 2023
Cet article traite du championnat féminin 2023. Pour le championnat masculin, voir Championnat du monde masculin de handball 2023.
Navigation
Espagne 2021 Allemagne et Pays-Bas 2025
Le Championnat du monde féminin de handball 2023 est la 26e édition du Championnat du monde féminin de handball qui a lieu du 29 novembre au 17 décembre 2023 au Danemark, en Norvège et en Suède.
La France remporte son troisième titre dans la compétition après 2003 et 2017 en battant en finale la Norvège 31 à 28. Le Danemark glane la médaille de bronze en s'imposant face au dernier pays hôte, la Suède.

## Présentation

### Qualifications
Depuis le Championnat du monde 2019, les règles de qualifications sont :
- 3 places pour les pays organisateurs ;
- 1 place pour le tenant du titre. Néanmoins, la Norvège, étant également pays organisateur, sa fédération (l'Europe) obtient une place qualificative supplémentaire[1] ;
- 4 places attribuées pour l'Afrique, pour les Amériques (1 pour la zone Amérique du Nord et Caraïbes et 3 pour l'Amérique du Sud et Centrale), pour l'Asie et pour l'Europe ;
- 0 ou 1 place pour l'Océanie, dans le cas où l'équipe de ce continent termine cinquième ou mieux au Championnat d'Asie[NB 1] ;
- 1 ou 2 invitation(s) (Wild card), suivant le cas de l'Océanie[NB 1] ;
- 10 places dites de « performance », offertes aux différents continents en fonction du classement final du championnat du monde 2021 (places 1 à 10).

En conséquence du classement final du championnat du monde 2021, la distribution des 10 places « performance » pour le Championnat du monde 2021 aurait dû être la suivante :
- Afrique : 0 place (en plus des 4 places de base)
- Amérique du Nord et Caraïbes : 0 place (en plus de la place de base)
- Amérique du Sud et centrale : 1 place (en plus des 3 places de base)
- Asie : 0 place (en plus des 4 places de base)
- Europe: 9 places (en plus des 4 places de base).

En réalité[réf. souhaitée], la distribution des 32 places et les nations qualifiées sont :
| Continent                  | Place(s) | Moyen de qualification                         | Date                             | Nations qualifiées                                                                           |
| -------------------------- | -------- | ---------------------------------------------- | -------------------------------- | -------------------------------------------------------------------------------------------- |
| —                          | 3        | Pays organisateurs                             | 28 janvier 2017                  | Danemark, NorvègeT et Suède                                                                  |
| Afrique (CAHB)             | 4        | Championnat d'Afrique 2022                     | 9 au 19 novembre 2022            | Angola, Cameroun, Congo, Sénégal                                                             |
| Amériques (SCAHC et NACHC) | 2        | Championnat d'Am. du Sud et centrale 2022 (en) | 14 au 20 novembre 2022           | Brésil, Argentine                                                                            |
| Amériques (SCAHC et NACHC) | 2        | Championnat d'Amérique centrale 2023 (en)      | 28 févr. au 4 mars 2023          | Chili, Paraguay                                                                              |
| Amériques (SCAHC et NACHC) | 1        | Championnat d'Am. du Nord et des Caraïbes 2023 | 4 au 11 juin 2023                | Groenland                                                                                    |
| Asie (AHF)                 | 5        | Championnat d'Asie 2022 (en)                   | 24 novembre au 4 décembre 2022   | Chine, Corée du Sud, Iran, Japon, Kazakhstan                                                 |
| Océanie (OCHF)             | 0        | Championnat d'Asie 2022 (en)                   | 24 novembre au 4 décembre 2022   | néant                                                                                        |
| Europe (EHF)               | 3        | Championnat d'Europe 2022                      | 4 au 20 novembre 2022            | France, Monténégro, Pays-Bas                                                                 |
| Europe (EHF)               | 10       | Qualifications européennes                     | 2 novembre 2022 au 12 avril 2023 | Allemagne, Croatie, Espagne, Hongrie, Pologne, Roumanie, Serbie, Slovénie, Tchéquie, Ukraine |
| —                          | 2        | Invitation (Wild Card)                         | 3 juillet 2023                   | Autriche, Islande                                                                            |

Remarques :
- la Russie et la Biélorussie sont suspendues à conséquence de l'invasion de l'Ukraine.
- 18 des 32 équipes sont européennes : les 3 co-organisateurs, les 3 équipes qualifiées lors du Championnat d'Europe 2022, les 10 équipes issues des éliminatoires[4] ainsi que les 2 invitations.

### Équipes qualifiées
| Nation                                                                                                  | Apparitions précédentes | Apparitions précédentes | Apparitions précédentes |
| Nation                                                                                                  | Nb                      | Titres                  | Participations |
| --- | ----------------------- | ----------------------- | --- |
| Allemagne                                                                                               | 14                      | 1                       | 1993, 1995, 1997, 1999, 2003, 2005, 2007, 2009, 2011, 2013, 2015, 2017, 2019, 2021                                                                   |
| Angola                                                                                                  | 16                      | 0                       | 1990, 1993, 1995, 1997, 1999, 2001, 2003, 2005, 2007, 2009, 2011, 2013, 2015, 2017, 2019, 2021                                                       |
| Argentine                                                                                               | 11                      | 0                       | 1999, 2001, 2005, 2007, 2009, 2011, 2013, 2015, 2017, 2019, 2021                                                                                     |
| Autriche                                                                                                | 13                      | 0                       | 1957, 1986, 1990, 1993, 1995, 1997, 1999, 2001, 2003, 2005, 2007, 2009, 2021                                                                         |
| Brésil                                                                                                  | 14                      | 1                       | 1995, 1997, 1999, 2001, 2003, 2005, 2007, 2009, 2011, 2013, 2015, 2017, 2019, 2021                                                                   |
| Chili                                                                                                   | 1                       | 0                       | 2009 |
| Chine                                                                                                   | 17                      | 0                       | 1986, 1990, 1993, 1995, 1997, 1999, 2001, 2003, 2005, 2007, 2009, 2011, 2013, 2015, 2017, 2019, 2021                                                 |
| Congo                                                                                                   | 6                       | 0                       | 1982, 1999, 2001, 2007, 2009, 2021 |
| Corée du Sud                                                                                            | 19                      | 1                       | 1978, 1982, 1986, 1990, 1993, 1995, 1997, 1999, 2001, 2003, 2005, 2007, 2009, 2011, 2013, 2015, 2017, 2019, 2021                                     |
| Cameroun                                                                                                | 3                       | 0                       | 2005, 2017, 2021 |
| Croatie                                                                                                 | 7                       | 0                       | 1995, 1997, 2003, 2005, 2007, 2011, 2021 |
| Danemark                                                                                                | 22                      | 1                       | 1957, 1962, 1965, 1971, 1973, 1975, 1990, 1993, 1995, 1997, 1999, 2001, 2003, 2005, 2009, 2011, 2013, 2015, 2017, 2019, 2021                         |
| Espagne                                                                                                 | 11                      | 0                       | 1993, 2001, 2003, 2007, 2009, 2011, 2013, 2015, 2017, 2019, 2021                                                                                     |
| France                                                                                                  | 15                      | 2                       | 1986, 1990, 1997, 1999, 2001, 2003, 2005, 2007, 2009, 2011, 2013, 2015, 2017, 2019, 2021                                                             |
| Groenland                                                                                               | 1                       | 0                       | 2001 |
| Hongrie                                                                                                 | 23                      | 1                       | 1957, 1962, 1965, 1971, 1973, 1975, 1978, 1982, 1986, 1993, 1995, 1997, 1999, 2001, 2003, 2005, 2007, 2009, 2013, 2015, 2017, 2019, 2021             |
| Iran | 1                       | 0                       | 2021 |
| Islande                                                                                                 | 1                       | 0                       | 2011 |
| Japon                                                                                                   | 20                      | 0                       | 1962, 1965, 1971, 1973, 1975, 1986, 1995, 1997, 1999, 2001, 2003, 2005, 2007, 2009, 2011, 2013, 2015, 2017, 2019, 2021                               |
| Kazakhstan                                                                                              | 6                       | 0                       | 2007, 2009, 2011, 2015, 2019, 2021 |
| Monténégro                                                                                              | 6                       | 0                       | 2011, 2013, 2015, 2017, 2019, 2021 |
| Norvège                                                                                                 | 21                      | 4                       | 1971, 1973, 1975, 1982, 1986, 1990, 1993, 1995, 1997, 1999, 2001, 2003, 2005, 2007, 2009, 2011, 2013, 2015, 2017, 2019, 2021                         |
| Paraguay                                                                                                | 4                       | 0                       | 2007, 2013, 2017, 2021 |
| Pays-Bas                                                                                                | 13                      | 1                       | 1971, 1973, 1978, 1986, 1999, 2001, 2005, 2011, 2013, 2015, 2017, 2019, 2021                                                                         |
| Pologne                                                                                                 | 17                      | 0                       | 1957, 1962, 1965, 1973, 1975, 1978, 1986, 1990, 1993, 1997, 1999, 2005, 2007, 2013, 2015, 2017, 2021                                                 |
| Roumanie                                                                                                | 25                      | 1                       | 1957, 1962, 1965, 1971, 1973, 1975, 1978, 1982, 1986, 1990, 1993, 1995, 1997, 1999, 2001, 2003, 2005, 2007, 2009, 2011, 2013, 2015, 2017, 2019, 2021 |
| Serbie                                                                                                  | 5                       | 0                       | 2013, 2015, 2017, 2019, 2021 |
| Sénégal                                                                                                 | 1                       | 0                       | 2019 |
| Slovénie                                                                                                | 7                       | 0                       | 1997, 2001, 2003, 2005, 2017, 2019, 2021 |
| Suède                                                                                                   | 11                      | 0                       | 1957, 1990, 1993, 1995, 2001, 2009, 2011, 2015, 2017, 2019, 2021                                                                                     |
| Tchéquie                                                                                                | 7                       | 0                       | 1995, 1997, 1999, 2003, 2013, 2017, 2021 |
| Ukraine                                                                                                 | 7                       | 0                       | 1995, 1999, 2001, 2003, 2005, 2007, 2009 |
| En gras et en italique sont indiqués respectivement le champion et le pays hôte de l'édition concernée. |                         |                         | |

### Lieux de compétition
La candidature conjointe nordique comprend les six villes-hôtes suivantes :
| Danemark          | Norvège                 | Suède                  | Localisation des lieux de compétition |
| ----------------- | ----------------------- | ---------------------- | --- |
| Herning           | Stavanger               | Göteborg               | [[Fichier:Scandinavia LCC admin map.svg\|320px\|{{#if:\|{{{alt}}}\|Championnat du monde féminin de handball 2023 est dans la page Scandinavie .]]Frederikshavn Herning Stavanger Göteborg Trondheim Helsingborg |
|                   |                         |                        | [[Fichier:Scandinavia LCC admin map.svg\|320px\|{{#if:\|{{{alt}}}\|Championnat du monde féminin de handball 2023 est dans la page Scandinavie .]]Frederikshavn Herning Stavanger Göteborg Trondheim Helsingborg |
| Jyske Bank Boxen  | DNB Arena               | Scandinavium           | [[Fichier:Scandinavia LCC admin map.svg\|320px\|{{#if:\|{{{alt}}}\|Championnat du monde féminin de handball 2023 est dans la page Scandinavie .]]Frederikshavn Herning Stavanger Göteborg Trondheim Helsingborg |
| Capacité : 12 500 | Capacité : 5 000        | Capacité : 12 312      | [[Fichier:Scandinavia LCC admin map.svg\|320px\|{{#if:\|{{{alt}}}\|Championnat du monde féminin de handball 2023 est dans la page Scandinavie .]]Frederikshavn Herning Stavanger Göteborg Trondheim Helsingborg |
| Frederikshavn     | Trondheim               | Helsingborg            | [[Fichier:Scandinavia LCC admin map.svg\|320px\|{{#if:\|{{{alt}}}\|Championnat du monde féminin de handball 2023 est dans la page Scandinavie .]]Frederikshavn Herning Stavanger Göteborg Trondheim Helsingborg |
|                   |                         |                        | [[Fichier:Scandinavia LCC admin map.svg\|320px\|{{#if:\|{{{alt}}}\|Championnat du monde féminin de handball 2023 est dans la page Scandinavie .]]Frederikshavn Herning Stavanger Göteborg Trondheim Helsingborg |
| Arena Nord        | Trondheim Spektrum (en) | Helsingborg Arena (en) | [[Fichier:Scandinavia LCC admin map.svg\|320px\|{{#if:\|{{{alt}}}\|Championnat du monde féminin de handball 2023 est dans la page Scandinavie .]]Frederikshavn Herning Stavanger Göteborg Trondheim Helsingborg |
| Capacité : 2 800  | Capacité : 8 800        | Capacité : 5 500       | [[Fichier:Scandinavia LCC admin map.svg\|320px\|{{#if:\|{{{alt}}}\|Championnat du monde féminin de handball 2023 est dans la page Scandinavie .]]Frederikshavn Herning Stavanger Göteborg Trondheim Helsingborg |

### Arbitres
Les 23 paires de Juges-arbitres sont : 
- Yousef Belkhiri et Sid Ali Hamidi
- María Paolantoni et Mariana García
- Denis Bolic et Christoph Hurich
- Amar Konjičanin et Dino Konjičanin
- Bruna Correa et Renata Correa
- Georgi Dynchinov et Yulian Goretsov
- Cheng Yufeng et Zhou Yunle
- Koo Bo-ok et Lee Se-ok
- Mads Hansen et Jesper Madsen
- Yasmina El-Saied et Heidy El-Saied
- Javier Álvarez et Ion Bustamante
- Yann Carmaux et Julien Mursch
- Maike Merz et Tanja Kuttler
- Kristóf Altmár et Márton Horváth
- Dalal Al-Naseem et Maali Al-Enezi
- Alexei Covalciuc et Igor Covalciuc
- Jelena Vujačić et Anđelina Kažanegra
- Eskil Braseth et Leif Sundet
- Cristina Lovin et Simona Stancu
- Bojan Lah et David Sok
- Marko Sekulić et Vladimir Jovandić
- Andrej Budzák et Michal Záhradník
- Mathias Sosa et Cristian Lemes

### Tirage au sort
Le tirage au sort des groupes du tour préliminaire a eu lieu 6 juillet 2023 à Göteborg

## Tour préliminaire
Les trois premières équipes sont qualifiées pour le tour principal.
- Qualifié pour le tour principal.
- Reversé en coupe du président.

### Groupe A
|   | Équipe  | Pts | J | G | N | P | Bp | Bc | Diff |
| - | ------- | --- | - | - | - | - | -- | -- | ---- |
| 1 | Suède   | 6   | 3 | 3 | 0 | 0 | 84 | 59 | 25   |
| 2 | Croatie | 3   | 3 | 1 | 1 | 1 | 78 | 57 | 21   |
| 3 | Sénégal | 3   | 3 | 1 | 1 | 1 | 62 | 63 | -1   |
| 4 | Chine   | 0   | 3 | 0 | 0 | 3 | 52 | 97 | -45  |

| 1 décembre 2023 18h00 | Croatie        | 22 – 22  | Sénégal   | Scandinavium, Göteborg Affluence : 4 004 Arbitrage : Hansen, Madsen |
| 1 décembre 2023 18h00 | Barišić (en) 8 | (9 - 11) | Camara 10 | Scandinavium, Göteborg Affluence : 4 004 Arbitrage : Hansen, Madsen |
| 1 décembre 2023 18h00 | ×1 ×2          | Rapport  | ×1        | Scandinavium, Göteborg Affluence : 4 004 Arbitrage : Hansen, Madsen |

| 1 décembre 2023 20h30 | Suède          | 36 – 24  | Chine    | Scandinavium, Göteborg Affluence : 8 407 Arbitrage : Budzák, Záhradník |
| 1 décembre 2023 20h30 | Koppang (en) 6 | (22 - 8) | Yuting 6 | Scandinavium, Göteborg Affluence : 8 407 Arbitrage : Budzák, Záhradník |
| 1 décembre 2023 20h30 | ×1             | Rapport  |          | Scandinavium, Göteborg Affluence : 8 407 Arbitrage : Budzák, Záhradník |

| 3 décembre 2023 15h30 | Croatie        | 39 – 13  | Chine           | Scandinavium, Göteborg Affluence : 3 061 Arbitrage : B. Correa, R. Correa |
| 3 décembre 2023 15h30 | cinq joueurs 5 | (19 - 7) | Xiaoqing (en) 4 | Scandinavium, Göteborg Affluence : 3 061 Arbitrage : B. Correa, R. Correa |
| 3 décembre 2023 15h30 | ×1 ×2          | Rapport  | ×2              | Scandinavium, Göteborg Affluence : 3 061 Arbitrage : B. Correa, R. Correa |

| 3 décembre 2023 18h00 | Sénégal | 18 – 26   | Suède     | Scandinavium, Göteborg Affluence : 7 098 Arbitrage : Lovin, Stancu |
| 3 décembre 2023 18h00 | Sagna 8 | (12 - 14) | Roberts 6 | Scandinavium, Göteborg Affluence : 7 098 Arbitrage : Lovin, Stancu |
| 3 décembre 2023 18h00 | ×1 ×2   | Rapport   | ×2        | Scandinavium, Göteborg Affluence : 7 098 Arbitrage : Lovin, Stancu |

| 5 décembre 2023 18h00 | Chine      | 15 – 22 | Sénégal | Scandinavium, Göteborg Affluence : 3 714 Arbitrage : Dynchinov, Goretsov |
| 5 décembre 2023 18h00 | Jin (en) 4 | (9 - 9) | Sagna 8 | Scandinavium, Göteborg Affluence : 3 714 Arbitrage : Dynchinov, Goretsov |
| 5 décembre 2023 18h00 | ×1 ×2      | Rapport |         | Scandinavium, Göteborg Affluence : 3 714 Arbitrage : Dynchinov, Goretsov |

| 5 décembre 2023 20h30 | Suède     | 22 – 17 | Croatie       | Scandinavium, Göteborg Affluence : 8 538 Arbitrage : Kuttler, Merz |
| 5 décembre 2023 20h30 | Carlson 6 | (9 - 7) | Šimara (en) 5 | Scandinavium, Göteborg Affluence : 8 538 Arbitrage : Kuttler, Merz |
| 5 décembre 2023 20h30 | ×1 ×3     | Rapport | ×4            | Scandinavium, Göteborg Affluence : 8 538 Arbitrage : Kuttler, Merz |

### Groupe B
|   | Équipe     | Pts | J | G | N | P | Bp | Bc  | Diff |
| - | ---------- | --- | - | - | - | - | -- | --- | ---- |
| 1 | Monténégro | 6   | 3 | 3 | 0 | 0 | 90 | 55  | 35   |
| 2 | Hongrie    | 4   | 3 | 2 | 0 | 1 | 92 | 56  | 36   |
| 3 | Cameroun   | 2   | 3 | 1 | 0 | 2 | 57 | 87  | -30  |
| 4 | Paraguay   | 0   | 3 | 0 | 0 | 3 | 61 | 102 | -41  |

| 30 novembre 2023 18h00 | Monténégro       | 25 – 11  | Cameroun | Helsingborg Arena (en), Helsingborg Affluence : 398 Arbitrage : Merz, Kuttler |
| 30 novembre 2023 18h00 | Pavićević (en) 5 | (13 - 2) | Ateba 5  | Helsingborg Arena (en), Helsingborg Affluence : 398 Arbitrage : Merz, Kuttler |
| 30 novembre 2023 18h00 | ×3               | Rapport  | ×1 ×2    | Helsingborg Arena (en), Helsingborg Affluence : 398 Arbitrage : Merz, Kuttler |

| 30 novembre 2023 20h30 | Hongrie            | 35 – 12  | Paraguay               | Helsingborg Arena (en), Helsingborg Affluence : 398 Arbitrage : B. Correa, R. Correa |
| 30 novembre 2023 20h30 | Klujber, Schatzl 5 | (15 - 6) | Acuña (en), Portillo 4 | Helsingborg Arena (en), Helsingborg Affluence : 398 Arbitrage : B. Correa, R. Correa |
| 30 novembre 2023 20h30 | ×1                 | Rapport  | ×1 ×2                  | Helsingborg Arena (en), Helsingborg Affluence : 398 Arbitrage : B. Correa, R. Correa |

| 2 décembre 2023 18h00 | Paraguay | 26 – 41   | Monténégro  | Helsingborg Arena (en), Helsingborg Affluence : 964 Arbitrage : Doychinov, Goretsov |
| 2 décembre 2023 18h00 | Acuña 5  | (15 - 17) | Pavićević 9 | Helsingborg Arena (en), Helsingborg Affluence : 964 Arbitrage : Doychinov, Goretsov |
| 2 décembre 2023 18h00 | ×1       | Rapport   | ×1          | Helsingborg Arena (en), Helsingborg Affluence : 964 Arbitrage : Doychinov, Goretsov |

| 2 décembre 2023 20h30 | Hongrie   | 39 – 20  | Cameroun | Helsingborg Arena (en), Helsingborg Affluence : 589 Arbitrage : Budzák, Záhradník |
| 2 décembre 2023 20h30 | Klujber 7 | (18 - 8) | Nnomo 2  | Helsingborg Arena (en), Helsingborg Affluence : 589 Arbitrage : Budzák, Záhradník |
| 2 décembre 2023 20h30 | ×2        | Rapport  | ×3       | Helsingborg Arena (en), Helsingborg Affluence : 589 Arbitrage : Budzák, Záhradník |

| 4 décembre 2023 18h00 | Cameroun        | 26 – 23   | Paraguay       | Helsingborg Arena (en), Helsingborg Affluence : 689 Arbitrage : Lovin, Stancu |
| 4 décembre 2023 18h00 | Ebanga Baboga 9 | (12 – 12) | Insfrán (en) 7 | Helsingborg Arena (en), Helsingborg Affluence : 689 Arbitrage : Lovin, Stancu |
| 4 décembre 2023 18h00 | ×7              | Rapport   | ×2             | Helsingborg Arena (en), Helsingborg Affluence : 689 Arbitrage : Lovin, Stancu |

| 4 décembre 2023 20h30 | Monténégro    | 24 – 18  | Hongrie          | Helsingborg Arena (en), Helsingborg Affluence : 1 056 Arbitrage : Hansen, Madesn |
| 4 décembre 2023 20h30 | Mugoša (en) 8 | (7 - 10) | Trois joueuses 3 | Helsingborg Arena (en), Helsingborg Affluence : 1 056 Arbitrage : Hansen, Madesn |
| 4 décembre 2023 20h30 | ×1 ×4         | Rapport  | ×4               | Helsingborg Arena (en), Helsingborg Affluence : 1 056 Arbitrage : Hansen, Madesn |

### Groupe C
|   | Équipe       | Pts | J | G | N | P | Bp  | Bc  | Diff |
| - | ------------ | --- | - | - | - | - | --- | --- | ---- |
| 1 | Norvège      | 6   | 3 | 3 | 0 | 0 | 121 | 62  | 59   |
| 2 | Autriche     | 4   | 3 | 2 | 0 | 1 | 101 | 97  | 4    |
| 3 | Corée du Sud | 2   | 3 | 1 | 0 | 2 | 79  | 79  | 0    |
| 4 | Groenland    | 0   | 3 | 0 | 0 | 3 | 50  | 113 | -63  |

| 29 novembre 2023 18h00 | Corée du Sud | 29 – 30   | Autriche      | DNB Arena, Stavanger Affluence : 2 104 Arbitrage : Jovandić, Sekulić |
| 29 novembre 2023 18h00 | Woo 11       | (12 - 16) | Pandza (en) 8 | DNB Arena, Stavanger Affluence : 2 104 Arbitrage : Jovandić, Sekulić |
| 29 novembre 2023 18h00 | ×5 ×1        | Rapport   | ×3            | DNB Arena, Stavanger Affluence : 2 104 Arbitrage : Jovandić, Sekulić |

| 29 novembre 2023 20h30 | Norvège  | 43 – 11  | Groenland | DNB Arena, Stavanger Affluence : 3 345 Arbitrage : García, Paolantoni |
| 29 novembre 2023 20h30 | Herrem 7 | (19 - 7) | Bjerge 4  | DNB Arena, Stavanger Affluence : 3 345 Arbitrage : García, Paolantoni |
| 29 novembre 2023 20h30 | ×1       | Rapport  | ×2        | DNB Arena, Stavanger Affluence : 3 345 Arbitrage : García, Paolantoni |

| 1 décembre 2023 18h00 | Corée du Sud    | 27 – 16  | Groenland  | DNB Arena, Stavanger Affluence : 2 141 Arbitrage : Y. El-Saied, H. El-Saied |
| 1 décembre 2023 18h00 | Gim (en), Woo 4 | (15 - 6) | Rothberg 4 | DNB Arena, Stavanger Affluence : 2 141 Arbitrage : Y. El-Saied, H. El-Saied |
| 1 décembre 2023 18h00 | ×2 ×1           | Rapport  | ×3         | DNB Arena, Stavanger Affluence : 2 141 Arbitrage : Y. El-Saied, H. El-Saied |

| 1 décembre 2023 20h30 | Autriche  | 28 – 45   | Norvège    | DNB Arena, Stavanger Affluence : 3 451 Arbitrage : Álvarez, Bustamante |
| 1 décembre 2023 20h30 | Ivancok 6 | (12 - 21) | Reistad 10 | DNB Arena, Stavanger Affluence : 3 451 Arbitrage : Álvarez, Bustamante |
| 1 décembre 2023 20h30 | ×1        | Rapport   | ×1 ×5      | DNB Arena, Stavanger Affluence : 3 451 Arbitrage : Álvarez, Bustamante |

| 3 décembre 2023 18h00 | Groenland             | 23 – 43   | Autriche      | DNB Arena, Stavanger Affluence : 1 850 Arbitrage : A. Konjičanin, D. Konjičanin |
| 3 décembre 2023 18h00 | Bjerge, Hansen (en) 5 | (13 - 20) | Pandza (en) 8 | DNB Arena, Stavanger Affluence : 1 850 Arbitrage : A. Konjičanin, D. Konjičanin |
| 3 décembre 2023 18h00 | ×3                    | Rapport   | ×3            | DNB Arena, Stavanger Affluence : 1 850 Arbitrage : A. Konjičanin, D. Konjičanin |

| 3 décembre 2023 20h30 | Norvège  | 33 – 23   | Corée du Sud | DNB Arena, Stavanger Affluence : 3 456 Arbitrage : Sosa, Lemes |
| 3 décembre 2023 20h30 | Herrem 7 | (20 - 11) | Shin 6       | DNB Arena, Stavanger Affluence : 3 456 Arbitrage : Sosa, Lemes |
| 3 décembre 2023 20h30 | ×2       | Rapport   | ×1 ×2        | DNB Arena, Stavanger Affluence : 3 456 Arbitrage : Sosa, Lemes |

### Groupe D
|   | Équipe   | Pts | J | G | N | P | Bp | Bc | Diff |
| - | -------- | --- | - | - | - | - | -- | -- | ---- |
| 1 | France   | 6   | 3 | 3 | 0 | 0 | 92 | 78 | 14   |
| 2 | Slovénie | 4   | 3 | 2 | 0 | 1 | 87 | 79 | 8    |
| 3 | Angola   | 1   | 3 | 0 | 1 | 2 | 79 | 86 | -7   |
| 4 | Islande  | 1   | 3 | 0 | 1 | 2 | 72 | 87 | -15  |

| 30 novembre 2023 18h00 | Slovénie       | 30 – 24   | Islande         | DNB Arena, Stavanger Affluence : 750 Arbitrage : Sosa, Lemes |
| 30 novembre 2023 18h00 | Ljepoja (en) 8 | (16 - 13) | Trois joueurs 5 | DNB Arena, Stavanger Affluence : 750 Arbitrage : Sosa, Lemes |
| 30 novembre 2023 18h00 | ×4             | Rapport   | ×4 ×1           | DNB Arena, Stavanger Affluence : 750 Arbitrage : Sosa, Lemes |

| 30 novembre 2023 20h30 | France                | 30 – 29   | Angola   | DNB Arena, Stavanger Affluence : 1 830 Arbitrage : A. Konjičanin, D. Konjičanin |
| 30 novembre 2023 20h30 | Toublanc, Valentini 6 | (18 - 15) | Guialo 6 | DNB Arena, Stavanger Affluence : 1 830 Arbitrage : A. Konjičanin, D. Konjičanin |
| 30 novembre 2023 20h30 | ×3                    | Rapport   | ×5       | DNB Arena, Stavanger Affluence : 1 830 Arbitrage : A. Konjičanin, D. Konjičanin |

| 2 décembre 2023 15h30 | Slovénie  | 30 – 24   | Angola   | DNB Arena, Stavanger Affluence : 816 Arbitrage : García, Paolantoni |
| 2 décembre 2023 15h30 | Varagić 5 | (14 - 11) | Guialo 6 | DNB Arena, Stavanger Affluence : 816 Arbitrage : García, Paolantoni |
| 2 décembre 2023 15h30 | ×1 ×3     | Rapport   | ×5 ×1    | DNB Arena, Stavanger Affluence : 816 Arbitrage : García, Paolantoni |

| 2 décembre 2023 18h00 | Islande         | 22 – 31   | France           | DNB Arena, Stavanger Affluence : 2 414 Arbitrage : Jovandić, Sekulić |
| 2 décembre 2023 18h00 | Erlingsdóttir 7 | (10 - 20) | Kanor, Bouktit 5 | DNB Arena, Stavanger Affluence : 2 414 Arbitrage : Jovandić, Sekulić |
| 2 décembre 2023 18h00 | ×2              | Rapport   | ×3               | DNB Arena, Stavanger Affluence : 2 414 Arbitrage : Jovandić, Sekulić |

| 4 décembre 2023 18h00 | Angola    | 26 – 26   | Islande              | DNB Arena, Stavanger Affluence : 854 Arbitrage : H. El Saied, Y. El Saied |
| 4 décembre 2023 18h00 | Gabriel 6 | (15 - 14) | Erlingsdóttir (en) 6 | DNB Arena, Stavanger Affluence : 854 Arbitrage : H. El Saied, Y. El Saied |
| 4 décembre 2023 18h00 | ×3        | Rapport   | ×1 ×2                | DNB Arena, Stavanger Affluence : 854 Arbitrage : H. El Saied, Y. El Saied |

| 4 décembre 2023 21h00 | France      | 31 – 27   | Slovénie | DNB Arena, Stavanger Affluence : 883 Arbitrage : Alvarez, Bustamante |
| 4 décembre 2023 21h00 | Grandveau 6 | (17 - 15) | Stanko 7 | DNB Arena, Stavanger Affluence : 883 Arbitrage : Alvarez, Bustamante |
| 4 décembre 2023 21h00 | ×1          | Rapport   | ×1 ×5    | DNB Arena, Stavanger Affluence : 883 Arbitrage : Alvarez, Bustamante |

### Groupe E
|   | Équipe   | Pts | J | G | N | P | Bp  | Bc  | Diff |
| - | -------- | --- | - | - | - | - | --- | --- | ---- |
| 1 | Danemark | 6   | 3 | 3 | 0 | 0 | 110 | 55  | 55   |
| 2 | Roumanie | 4   | 3 | 2 | 0 | 1 | 104 | 86  | 18   |
| 3 | Serbie   | 2   | 3 | 1 | 0 | 2 | 79  | 78  | 1    |
| 4 | Chili    | 0   | 3 | 0 | 0 | 3 | 46  | 120 | -74  |

| 1 décembre 2023 18h00 | Roumanie   | 44 – 19  | Chili         | Jyske Bank Boxen, Herning Affluence : 9 582 Arbitrage : Cheng, Zhou |
| 1 décembre 2023 18h00 | Buceschi 6 | (25 - 6) | Parra, Paul 4 | Jyske Bank Boxen, Herning Affluence : 9 582 Arbitrage : Cheng, Zhou |
| 1 décembre 2023 18h00 | ×3         | Rapport  | ×3            | Jyske Bank Boxen, Herning Affluence : 9 582 Arbitrage : Cheng, Zhou |

| 1 décembre 2023 20h30 | Danemark           | 25 – 21   | Serbie         | Jyske Bank Boxen, Herning Affluence : 12 389 Arbitrage : A. Covalciuc, I. Covalciuc |
| 1 décembre 2023 20h30 | Friis, Jørgensen 5 | (10 - 12) | Trois joueuses | Jyske Bank Boxen, Herning Affluence : 12 389 Arbitrage : A. Covalciuc, I. Covalciuc |
| 1 décembre 2023 20h30 | ×1                 | Rapport   | ×1 ×7 ×1       | Jyske Bank Boxen, Herning Affluence : 12 389 Arbitrage : A. Covalciuc, I. Covalciuc |

| 3 décembre 2023 18h00 | Roumanie   | 37 – 28   | Serbie                          | Jyske Bank Boxen, Herning Affluence : 5 907 Arbitrage : Koo, Lee |
| 3 décembre 2023 18h00 | Buceschi 8 | (19 - 14) | Jovović (en), Laništanin (en) 5 | Jyske Bank Boxen, Herning Affluence : 5 907 Arbitrage : Koo, Lee |
| 3 décembre 2023 18h00 | ×2         | Rapport   | ×3 ×2                           | Jyske Bank Boxen, Herning Affluence : 5 907 Arbitrage : Koo, Lee |

| 3 décembre 2023 20h30 | Chili          | 11 – 46  | Danemark         | Jyske Bank Boxen, Herning Affluence : 7 622 Arbitrage : Vujačić, Kažanegra |
| 3 décembre 2023 20h30 | Lovera, Paul 3 | (5 - 20) | Scaglione (en) 7 | Jyske Bank Boxen, Herning Affluence : 7 622 Arbitrage : Vujačić, Kažanegra |
| 3 décembre 2023 20h30 | ×2             | Rapport  | ×4               | Jyske Bank Boxen, Herning Affluence : 7 622 Arbitrage : Vujačić, Kažanegra |

| 5 décembre 2023 18h00 | Serbie          | 30 – 16  | Chili     | Jyske Bank Boxen, Herning Affluence : 7 438 Arbitrage : Al-Enezi, Al-Naseem |
| 5 décembre 2023 18h00 | Stamenić (en) 4 | (10 - 6) | Álvarez 4 | Jyske Bank Boxen, Herning Affluence : 7 438 Arbitrage : Al-Enezi, Al-Naseem |
| 5 décembre 2023 18h00 | ×1 ×3           | Rapport  | ×2        | Jyske Bank Boxen, Herning Affluence : 7 438 Arbitrage : Al-Enezi, Al-Naseem |

| 5 décembre 2023 20h30 | Danemark     | 39 – 23   | Roumanie          | Jyske Bank Boxen, Herning Affluence : 10 788 Arbitrage : Lah, Sok |
| 5 décembre 2023 20h30 | Jørgensen 10 | (21 - 10) | Lixăndroiu (en) 5 | Jyske Bank Boxen, Herning Affluence : 10 788 Arbitrage : Lah, Sok |
| 5 décembre 2023 20h30 | ×1 ×3        | Rapport   | ×1 ×3             | Jyske Bank Boxen, Herning Affluence : 10 788 Arbitrage : Lah, Sok |

### Groupe F
|   | Équipe    | Pts | J | G | N | P | Bp  | Bc  | Diff |
| - | --------- | --- | - | - | - | - | --- | --- | ---- |
| 1 | Allemagne | 6   | 3 | 3 | 0 | 0 | 109 | 69  | 40   |
| 2 | Pologne   | 4   | 3 | 2 | 0 | 1 | 84  | 78  | 6    |
| 3 | Japon     | 2   | 3 | 1 | 0 | 2 | 102 | 73  | 29   |
| 4 | Iran      | 0   | 3 | 0 | 0 | 3 | 47  | 122 | -75  |

| 30 novembre 2023 18h00 | Allemagne        | 31 – 30   | Japon     | Jyske Bank Boxen, Herning Affluence : 1 237 Arbitrage : Carmaux, Mursch |
| 30 novembre 2023 18h00 | Grijseels (en) 7 | (18 - 17) | Aizawa 10 | Jyske Bank Boxen, Herning Affluence : 1 237 Arbitrage : Carmaux, Mursch |
| 30 novembre 2023 18h00 | ×2 ×4            | Rapport   | ×2        | Jyske Bank Boxen, Herning Affluence : 1 237 Arbitrage : Carmaux, Mursch |

| 30 novembre 2023 20h30 | Pologne                   | 35 – 15  | Iran     | Jyske Bank Boxen, Herning Affluence : 1 405 Arbitrage : Altmár, Horváth |
| 30 novembre 2023 20h30 | Balsam (en), Nocuń (en) 6 | (18 - 8) | Merikh 6 | Jyske Bank Boxen, Herning Affluence : 1 405 Arbitrage : Altmár, Horváth |
| 30 novembre 2023 20h30 | ×1 ×3                     | Rapport  | ×2 ×1    | Jyske Bank Boxen, Herning Affluence : 1 405 Arbitrage : Altmár, Horváth |

| 2 décembre 2023 18h00 | Iran     | 22 – 45   | Allemagne       | Jyske Bank Boxen, Herning Affluence : 1 332 Arbitrage : Mitrović, Vešović |
| 2 décembre 2023 18h00 | Merikh 8 | (12 - 25) | Stockschläder 8 | Jyske Bank Boxen, Herning Affluence : 1 332 Arbitrage : Mitrović, Vešović |
| 2 décembre 2023 18h00 | ×4       | Rapport   | ×1 ×4           | Jyske Bank Boxen, Herning Affluence : 1 332 Arbitrage : Mitrović, Vešović |

| 2 décembre 2023 20h30 | Pologne       | 32 – 30   | Japon    | Jyske Bank Boxen, Herning Affluence : 1 490 Arbitrage : Lah, Sok |
| 2 décembre 2023 20h30 | Kobylińska 11 | (15 - 15) | Sasaki 6 | Jyske Bank Boxen, Herning Affluence : 1 490 Arbitrage : Lah, Sok |
| 2 décembre 2023 20h30 | ×5            | Rapport   | ×1 ×2    | Jyske Bank Boxen, Herning Affluence : 1 490 Arbitrage : Lah, Sok |

| 4 décembre 2023 18h00 | Japon           | 42 – 10  | Iran               | Jyske Bank Boxen, Herning Affluence : 636 Arbitrage : Bolic, Hurich |
| 4 décembre 2023 18h00 | Trois joueurs 5 | (20 - 3) | Koudzarifarahani 3 | Jyske Bank Boxen, Herning Affluence : 636 Arbitrage : Bolic, Hurich |
| 4 décembre 2023 18h00 | ×4              | Rapport  | ×3                 | Jyske Bank Boxen, Herning Affluence : 636 Arbitrage : Bolic, Hurich |

| 4 décembre 2023 20h30 | Allemagne        | 33 – 17   | Pologne      | Jyske Bank Boxen, Herning Affluence : 1 021 Arbitrage : A. Covalciuc, I. Covalciuc |
| 4 décembre 2023 20h30 | Grijseels (en) 7 | (19 - 10) | Kobylińska 3 | Jyske Bank Boxen, Herning Affluence : 1 021 Arbitrage : A. Covalciuc, I. Covalciuc |
| 4 décembre 2023 20h30 | ×5               | Rapport   | ×4           | Jyske Bank Boxen, Herning Affluence : 1 021 Arbitrage : A. Covalciuc, I. Covalciuc |

### Groupe G
|   | Équipe     | Pts | J | G | N | P | Bp  | Bc  | Diff |
| - | ---------- | --- | - | - | - | - | --- | --- | ---- |
| 1 | Espagne    | 6   | 3 | 3 | 0 | 0 | 93  | 62  | 31   |
| 2 | Brésil     | 4   | 3 | 2 | 0 | 1 | 106 | 62  | 44   |
| 3 | Ukraine    | 2   | 3 | 1 | 0 | 2 | 77  | 91  | -14  |
| 4 | Kazakhstan | 0   | 3 | 0 | 0 | 3 | 56  | 117 | -61  |

| 29 novembre 2023 18h00 | Brésil            | 35 – 20   | Ukraine                 | Arena Nord, Frederikshavn Affluence : 500 Arbitrage : Lee, Koo |
| 29 novembre 2023 18h00 | Costa, De Paula 7 | (17 - 10) | Poliak, Smbatian (en) 4 | Arena Nord, Frederikshavn Affluence : 500 Arbitrage : Lee, Koo |
| 29 novembre 2023 18h00 | ×3                | Rapport   | ×3                      | Arena Nord, Frederikshavn Affluence : 500 Arbitrage : Lee, Koo |

| 29 novembre 2023 20h30 | Espagne          | 34 – 17  | Kazakhstan | Arena Nord, Frederikshavn Affluence : 200 Arbitrage : Al-Enezi, Al-Naseem |
| 29 novembre 2023 20h30 | Trois joueuses 5 | (14 - 8) | Radayeva 5 | Arena Nord, Frederikshavn Affluence : 200 Arbitrage : Al-Enezi, Al-Naseem |
| 29 novembre 2023 20h30 | ×2               | Rapport  | ×2         | Arena Nord, Frederikshavn Affluence : 200 Arbitrage : Al-Enezi, Al-Naseem |

| 1 décembre 2023 18h00 | Kazakhstan | 15 – 46  | Brésil                   | Arena Nord, Frederikshavn Affluence : 473 Arbitrage : Bolic, Hurich |
| 1 décembre 2023 18h00 | Radayeva 4 | (5 - 25) | Cardoso de Castro (en) 8 | Arena Nord, Frederikshavn Affluence : 473 Arbitrage : Bolic, Hurich |
| 1 décembre 2023 18h00 | ×1         | Rapport  | ×1                       | Arena Nord, Frederikshavn Affluence : 473 Arbitrage : Bolic, Hurich |

| 1 décembre 2023 20h30 | Espagne    | 32 – 20   | Ukraine         | Arena Nord, Frederikshavn Affluence : 153 Arbitrage : Belkhiri, Hamidi |
| 1 décembre 2023 20h30 | González 6 | (16 - 12) | Smbatian (en) 7 | Arena Nord, Frederikshavn Affluence : 153 Arbitrage : Belkhiri, Hamidi |
| 1 décembre 2023 20h30 | ×2 ×3      | Rapport   | ×3              | Arena Nord, Frederikshavn Affluence : 153 Arbitrage : Belkhiri, Hamidi |

| 3 décembre 2023 15h30 | Ukraine                   | 37 – 24   | Kazakhstan    | Arena Nord, Frederikshavn Affluence : 1 067 Arbitrage : Cheng, Zhou |
| 3 décembre 2023 15h30 | Andriychuk (en), Shukal 8 | (19 – 12) | Khardina (en) | Arena Nord, Frederikshavn Affluence : 1 067 Arbitrage : Cheng, Zhou |
| 3 décembre 2023 15h30 | ×3                        | Rapport   | ×5            | Arena Nord, Frederikshavn Affluence : 1 067 Arbitrage : Cheng, Zhou |

| 3 décembre 2023 18h00 | Brésil | 25 – 27   | Espagne      | Arena Nord, Frederikshavn Affluence : 811 Arbitrage : Carmaux, Mursch |
| 3 décembre 2023 18h00 | Belo 8 | (12 - 16) | Arcos (en) 5 | Arena Nord, Frederikshavn Affluence : 811 Arbitrage : Carmaux, Mursch |
| 3 décembre 2023 18h00 | ×6     | Rapport   | ×1 ×5        | Arena Nord, Frederikshavn Affluence : 811 Arbitrage : Carmaux, Mursch |

### Groupe H
|   | Équipe    | Pts | J | G | N | P | Bp  | Bc  | Diff |
| - | --------- | --- | - | - | - | - | --- | --- | ---- |
| 1 | Pays-Bas  | 6   | 3 | 3 | 0 | 0 | 114 | 66  | 48   |
| 2 | Tchéquie  | 4   | 3 | 2 | 0 | 1 | 83  | 77  | 6    |
| 3 | Argentine | 2   | 3 | 1 | 0 | 2 | 79  | 98  | -19  |
| 4 | Congo     | 0   | 3 | 0 | 0 | 3 | 68  | 103 | -35  |

| 30 novembre 2023 18h00 | Pays-Bas | 41 – 26   | Argentine    | Arena Nord, Frederikshavn Affluence : 300 Arbitrage : Vujačić, Kažanegra |
| 30 novembre 2023 18h00 | Polman 7 | (20 - 14) | Pizzo (en) 5 | Arena Nord, Frederikshavn Affluence : 300 Arbitrage : Vujačić, Kažanegra |
| 30 novembre 2023 18h00 | ×5       | Rapport   | ×1           | Arena Nord, Frederikshavn Affluence : 300 Arbitrage : Vujačić, Kažanegra |

| 30 novembre 2023 20h30 | Tchéquie          | 32 – 22   | Congo      | Arena Nord, Frederikshavn Affluence : 200 Arbitrage : Bolic, Hurich |
| 30 novembre 2023 20h30 | Cholevová (en) 11 | (19 - 11) | Ngombele 9 | Arena Nord, Frederikshavn Affluence : 200 Arbitrage : Bolic, Hurich |
| 30 novembre 2023 20h30 | ×4                | Rapport   | ×5 ×1      | Arena Nord, Frederikshavn Affluence : 200 Arbitrage : Bolic, Hurich |

| 2 décembre 2023 15h30 | Tchéquie | 31 – 22   | Argentine        | Arena Nord, Frederikshavn Affluence : 711 Arbitrage : Altmár, Horváth |
| 2 décembre 2023 15h30 | Malá 8   | (14 – 10) | Pizzo, Gavilán 5 | Arena Nord, Frederikshavn Affluence : 711 Arbitrage : Altmár, Horváth |
| 2 décembre 2023 15h30 | ×1 ×7    | Rapport   | ×1 ×3            | Arena Nord, Frederikshavn Affluence : 711 Arbitrage : Altmár, Horváth |

| 2 décembre 2023 18h00 | Congo        | 20 – 40  | Pays-Bas            | Arena Nord, Frederikshavn Affluence : 527 Arbitrage : Al-Enesi, Al-Naseem |
| 2 décembre 2023 18h00 | Diagouraga 7 | (9 – 19) | van Wetering (en) 8 | Arena Nord, Frederikshavn Affluence : 527 Arbitrage : Al-Enesi, Al-Naseem |
| 2 décembre 2023 18h00 | ×6 ×1        | Rapport  | ×1                  | Arena Nord, Frederikshavn Affluence : 527 Arbitrage : Al-Enesi, Al-Naseem |

| 4 décembre 2023 18h00 | Argentine       | 31 – 26   | Congo        | Arena Nord, Frederikshavn Affluence : 450 Arbitrage : Mitrović, Vešovic |
| 4 décembre 2023 18h00 | Casasola (en) 7 | (14 - 15) | Diagouraga 8 | Arena Nord, Frederikshavn Affluence : 450 Arbitrage : Mitrović, Vešovic |
| 4 décembre 2023 18h00 | ×3              | Rapport   | ×1 ×7        | Arena Nord, Frederikshavn Affluence : 450 Arbitrage : Mitrović, Vešovic |

| 4 décembre 2023 20h30 | Pays-Bas        | 33 – 20  | Tchéquie         | Arena Nord, Frederikshavn Affluence : 674 Arbitrage : Belkhiri, Hamidi |
| 4 décembre 2023 20h30 | Wetering (en) 7 | (14 - 8) | Cholevová (en) 6 | Arena Nord, Frederikshavn Affluence : 674 Arbitrage : Belkhiri, Hamidi |
| 4 décembre 2023 20h30 | ×5              | Rapport  | ×2               | Arena Nord, Frederikshavn Affluence : 674 Arbitrage : Belkhiri, Hamidi |

## Coupe du président

### Groupe PCI
|   | Équipe    | Pts | J | G | N | P | Bp | Bc | Diff |
| - | --------- | --- | - | - | - | - | -- | -- | ---- |
| 1 | Islande   | 6   | 3 | 3 | 0 | 0 | 92 | 56 | 36   |
| 2 | Chine     | 4   | 3 | 2 | 0 | 1 | 78 | 74 | 4    |
| 3 | Paraguay  | 2   | 3 | 1 | 0 | 2 | 60 | 67 | -7   |
| 4 | Groenland | 0   | 3 | 0 | 0 | 3 | 57 | 90 | -33  |

| 7 décembre 2023 15h30 | Chine      | 23 – 20   | Paraguay                       | Arena Nord, Frederikshavn Affluence : 254 Arbitrage : Altmár, Horváth |
| 7 décembre 2023 15h30 | Jin (en) 6 | (13 - 13) | Fernández (en), Insfrán (en) 6 | Arena Nord, Frederikshavn Affluence : 254 Arbitrage : Altmár, Horváth |
| 7 décembre 2023 15h30 | ×6 ×1      | Rapport   | ×1                             | Arena Nord, Frederikshavn Affluence : 254 Arbitrage : Altmár, Horváth |

| 7 décembre 2023 18h00 | Groenland | 14 – 37  | Islande          | Arena Nord, Frederikshavn Affluence : 702 Arbitrage : Dynchinov, Goretsov |
| 7 décembre 2023 18h00 | Holm 4    | (8 - 19) | Ásgeirsdóttir 10 | Arena Nord, Frederikshavn Affluence : 702 Arbitrage : Dynchinov, Goretsov |
| 7 décembre 2023 18h00 | ×4        | Rapport  | ×1 ×2            | Arena Nord, Frederikshavn Affluence : 702 Arbitrage : Dynchinov, Goretsov |

| 9 décembre 2023 18h00 | Paraguay       | 19 – 25  | Islande              | Arena Nord, Frederikshavn Affluence : 254 Arbitrage : Lovin, Stancu |
| 9 décembre 2023 18h00 | Insfrán (en) 7 | (9 - 13) | Albertsdóttir (en) 7 | Arena Nord, Frederikshavn Affluence : 254 Arbitrage : Lovin, Stancu |
| 9 décembre 2023 18h00 | ×1 ×5          | Rapport  | ×1 ×5 ×1             | Arena Nord, Frederikshavn Affluence : 254 Arbitrage : Lovin, Stancu |

| 9 décembre 2023 20h30 | Chine    | 32 – 24  | Groenland        | Arena Nord, Frederikshavn Affluence : 455 Arbitrage : H. El-Saied, Y. El-Saied |
| 9 décembre 2023 20h30 | Liu C. 7 | (17 - 8) | Holm, Petersen 4 | Arena Nord, Frederikshavn Affluence : 455 Arbitrage : H. El-Saied, Y. El-Saied |
| 9 décembre 2023 20h30 | ×3       | Rapport  | ×4               | Arena Nord, Frederikshavn Affluence : 455 Arbitrage : H. El-Saied, Y. El-Saied |

| 11 décembre 2023 18h00 | Islande                                 | 30 – 23   | Chine      | Arena Nord, Frederikshavn Affluence : 134 Arbitrage : Budzák, Záhradník |
| 11 décembre 2023 18h00 | Erlingsdóttir (en), Magnúsdóttir (en) 6 | (13 - 11) | Jin (en) 7 | Arena Nord, Frederikshavn Affluence : 134 Arbitrage : Budzák, Záhradník |
| 11 décembre 2023 18h00 | ×2                                      | Rapport   | ×1 ×2 ×1   | Arena Nord, Frederikshavn Affluence : 134 Arbitrage : Budzák, Záhradník |

| 11 décembre 2023 20h30 | Paraguay  | 21 – 19  | Groenland | Arena Nord, Frederikshavn Affluence : 332 Arbitrage : Al-Enezi, Al-Naseem |
| 11 décembre 2023 20h30 | Mendoza 6 | (11 - 9) | Bjerge 4  | Arena Nord, Frederikshavn Affluence : 332 Arbitrage : Al-Enezi, Al-Naseem |
| 11 décembre 2023 20h30 | ×1        | Rapport  | ×4        | Arena Nord, Frederikshavn Affluence : 332 Arbitrage : Al-Enezi, Al-Naseem |

### Groupe PCII
|   | Équipe     | Pts | J | G | N | P | Bp | Bc | Diff |
| - | ---------- | --- | - | - | - | - | -- | -- | ---- |
| 1 | Congo      | 6   | 3 | 3 | 0 | 0 | 93 | 77 | 16   |
| 2 | Chili      | 4   | 3 | 2 | 0 | 1 | 78 | 67 | 11   |
| 3 | Kazakhstan | 2   | 3 | 1 | 0 | 2 | 92 | 93 | -1   |
| 4 | Iran       | 0   | 3 | 0 | 0 | 3 | 69 | 95 | -26  |

| 6 décembre 2023 13h00 | Kazakhstan                  | 36 – 37   | Congo        | Arena Nord, Frederikshavn Affluence : 633 Arbitrage : Cheng, Zhou |
| 6 décembre 2023 13h00 | Radayeva, Rejemetova (en) 9 | (18 - 15) | Diagouraga 8 | Arena Nord, Frederikshavn Affluence : 633 Arbitrage : Cheng, Zhou |
| 6 décembre 2023 13h00 |                             | Rapport   | ×4           | Arena Nord, Frederikshavn Affluence : 633 Arbitrage : Cheng, Zhou |

| 7 décembre 2023 13h00 | Chili    | 30 – 20  | Iran      | Arena Nord, Frederikshavn Affluence : 220 Arbitrage : Cheng, Zhou |
| 7 décembre 2023 13h00 | Lovera 6 | (14 - 6) | Merikhi 8 | Arena Nord, Frederikshavn Affluence : 220 Arbitrage : Cheng, Zhou |
| 7 décembre 2023 13h00 | ×1 ×2    | Rapport  | ×2        | Arena Nord, Frederikshavn Affluence : 220 Arbitrage : Cheng, Zhou |

| 9 décembre 2023 13h00 | Chili    | 27 – 23   | Kazakhstan        | Arena Nord, Frederikshavn Affluence : 402 Arbitrage : Kažanegra, Vujačić |
| 9 décembre 2023 13h00 | Lovera 9 | (13 - 11) | Rejemetova (en) 5 | Arena Nord, Frederikshavn Affluence : 402 Arbitrage : Kažanegra, Vujačić |
| 9 décembre 2023 13h00 | ×6       | Rapport   | ×1                | Arena Nord, Frederikshavn Affluence : 402 Arbitrage : Kažanegra, Vujačić |

| 9 décembre 2023 15h30 | Iran    | 20 – 32  | Congo      | Arena Nord, Frederikshavn Affluence : 174 Arbitrage : Altmár, Horváth |
| 9 décembre 2023 15h30 | Badvi 6 | (9 - 19) | Domingos 6 | Arena Nord, Frederikshavn Affluence : 174 Arbitrage : Altmár, Horváth |
| 9 décembre 2023 15h30 | ×1 ×2   | Rapport  | ×4         | Arena Nord, Frederikshavn Affluence : 174 Arbitrage : Altmár, Horváth |

| 11 décembre 2023 13h00 | Congo        | 24 – 21  | Chili    | Arena Nord, Frederikshavn Affluence : 154 Arbitrage : Bolic, Hurich |
| 11 décembre 2023 13h00 | Diagouraga 5 | (8 - 12) | Lovera 8 | Arena Nord, Frederikshavn Affluence : 154 Arbitrage : Bolic, Hurich |
| 11 décembre 2023 13h00 | ×1 ×7        | Rapport  | ×1 ×4    | Arena Nord, Frederikshavn Affluence : 154 Arbitrage : Bolic, Hurich |

| 11 décembre 2023 15h30 | Iran      | 29 – 33   | Kazakhstan      | Arena Nord, Frederikshavn Affluence : 67 Arbitrage : Doychinov, Goretsov |
| 11 décembre 2023 15h30 | Merikh 11 | (15 - 17) | Khardina (en) 7 | Arena Nord, Frederikshavn Affluence : 67 Arbitrage : Doychinov, Goretsov |
| 11 décembre 2023 15h30 | ×1 ×4     | Rapport   | ×1 ×2           | Arena Nord, Frederikshavn Affluence : 67 Arbitrage : Doychinov, Goretsov |

### Matchs de classement
Match pour la 31e place
| 13 décembre 2023 13h00 | Groenland | 23 – 28   | Iran     | Arena Nord, Frederikshavn Affluence : 537 Arbitrage : Kristof, Marton |
| 13 décembre 2023 13h00 | Bjerge 8  | (12 - 12) | Merikh 6 | Arena Nord, Frederikshavn Affluence : 537 Arbitrage : Kristof, Marton |
| 13 décembre 2023 13h00 | ×5        | Rapport   | ×5       | Arena Nord, Frederikshavn Affluence : 537 Arbitrage : Kristof, Marton |

Match pour la 29e place
| 13 décembre 2023 15h30 | Paraguay   | 36 – 30   | Kazakhstan    | Arena Nord, Frederikshavn Affluence : 96 Arbitrage : Al-Enezi, Al-Naseem |
| 13 décembre 2023 15h30 | Portillo 9 | (20 - 18) | Khardina (en) | Arena Nord, Frederikshavn Affluence : 96 Arbitrage : Al-Enezi, Al-Naseem |
| 13 décembre 2023 15h30 | ×3         |           | ×3            | Arena Nord, Frederikshavn Affluence : 96 Arbitrage : Al-Enezi, Al-Naseem |

Match pour la 27e place
| 13 décembre 2023 18h00 | Chine     | 25 – 26   | Chili    | Arena Nord, Frederikshavn Affluence : 103 Arbitrage : H. El-Saied, Y. El-Saied |
| 13 décembre 2023 18h00 | Li (en) 8 | (13 - 15) | Lovera 5 | Arena Nord, Frederikshavn Affluence : 103 Arbitrage : H. El-Saied, Y. El-Saied |
| 13 décembre 2023 18h00 | ×1 ×8 ×1  | Rapport   | ×4       | Arena Nord, Frederikshavn Affluence : 103 Arbitrage : H. El-Saied, Y. El-Saied |

Match pour la 25e place
| 13 décembre 2023 20h30 | Islande   | 30 – 28 | Congo | Arena Nord, Frederikshavn Arbitrage : Kažanegra, Vujačić |
| 13 décembre 2023 20h30 | (14 - 14) |         |       | Arena Nord, Frederikshavn Arbitrage : Kažanegra, Vujačić |

## Tour principal
- Qualifié pour les quarts de finale.
- Éliminé.

### Groupe I
|   | Équipe     | Pts | J | G | N | P | Bp  | Bc  | Diff | Dép     |
| - | ---------- | --- | - | - | - | - | --- | --- | ---- | ------- |
| 1 | Suède      | 10  | 5 | 5 | 0 | 0 | 143 | 95  | 48   | /       |
| 2 | Monténégro | 6   | 5 | 3 | 0 | 2 | 128 | 108 | 20   | 2pts;+6 |
| 3 | Hongrie    | 6   | 5 | 3 | 0 | 2 | 132 | 112 | 20   | 0pt,-6  |
| 4 | Croatie    | 5   | 5 | 2 | 1 | 2 | 111 | 107 | 4    | /       |
| 5 | Sénégal    | 3   | 5 | 1 | 1 | 3 | 103 | 127 | -24  | /       |
| 6 | Cameroun   | 0   | 5 | 0 | 0 | 5 | 79  | 147 | -68  | /       |

| 7 décembre 2023 15h30 | Monténégro | 25 – 26   | Croatie         | Scandinavium, Göteborg Affluence : 1 089 Arbitrage : Álvarez, Bustamante |
| 7 décembre 2023 15h30 | Grbić 5    | (13 - 13) | Blažević (en) 6 | Scandinavium, Göteborg Affluence : 1 089 Arbitrage : Álvarez, Bustamante |
| 7 décembre 2023 15h30 | ×2 ×4 ×1   | Rapport   | ×2 ×4           | Scandinavium, Göteborg Affluence : 1 089 Arbitrage : Álvarez, Bustamante |

| 7 décembre 2023 18h00 | Sénégal | 20 – 30  | Hongrie   | Scandinavium, Göteborg Affluence : 2 693 Arbitrage : Koo, Lee |
| 7 décembre 2023 18h00 | Sagna 8 | (8 - 14) | Klujber 9 | Scandinavium, Göteborg Affluence : 2 693 Arbitrage : Koo, Lee |
| 7 décembre 2023 18h00 | ×1 ×3   | Rapport  | ×1 ×4     | Scandinavium, Göteborg Affluence : 2 693 Arbitrage : Koo, Lee |

| 7 décembre 2023 20h30 | Suède    | 37 – 13  | Cameroun | Scandinavium, Göteborg Affluence : 5 187 Arbitrage : B. Correa, R. Correa |
| 7 décembre 2023 20h30 | Hagman 8 | (16 - 5) | Ateba 5  | Scandinavium, Göteborg Affluence : 5 187 Arbitrage : B. Correa, R. Correa |
| 7 décembre 2023 20h30 |          | Rapport  | ×1 ×2    | Scandinavium, Göteborg Affluence : 5 187 Arbitrage : B. Correa, R. Correa |

| 9 décembre 2023 15h30 | Sénégal | 21 – 29  | Monténégro        | Scandinavium, Göteborg Affluence : 2 997 Arbitrage : Budzák, Záhradník |
| 9 décembre 2023 15h30 | Sagna 4 | (8 - 18) | quatre joueuses 4 | Scandinavium, Göteborg Affluence : 2 997 Arbitrage : Budzák, Záhradník |
| 9 décembre 2023 15h30 | ×1      | Rapport  | ×1 ×4             | Scandinavium, Göteborg Affluence : 2 997 Arbitrage : Budzák, Záhradník |

| 9 décembre 2023 18h00 | Croatie          | 24 – 15  | Cameroun | Scandinavium, Göteborg Affluence : 6 165 Arbitrage : Koo, Lee |
| 9 décembre 2023 18h00 | Trois joueuses 3 | (18 - 6) | Ateba 7  | Scandinavium, Göteborg Affluence : 6 165 Arbitrage : Koo, Lee |
| 9 décembre 2023 18h00 | ×2               | Rapport  | ×3       | Scandinavium, Göteborg Affluence : 6 165 Arbitrage : Koo, Lee |

| 9 décembre 2023 20h30 | Hongrie    | 22 – 26   | Suède                     | Scandinavium, Göteborg Affluence : 10 561 Arbitrage : A. Covalciuc, I. Covalciuc |
| 9 décembre 2023 20h30 | Vámos (en) | (11 - 10) | Lindqvist (en), Roberts 7 | Scandinavium, Göteborg Affluence : 10 561 Arbitrage : A. Covalciuc, I. Covalciuc |
| 9 décembre 2023 20h30 | ×3         | Rapport   | ×4                        | Scandinavium, Göteborg Affluence : 10 561 Arbitrage : A. Covalciuc, I. Covalciuc |

| 11 décembre 2023 15h30 | Cameroun        | 20 – 22  | Sénégal | Scandinavium, Göteborg Affluence : 626 Arbitrage : B. Correa, R. Correa |
| 11 décembre 2023 15h30 | Ateba, Baboga 5 | (12 - 7) | Sagna 6 | Scandinavium, Göteborg Affluence : 626 Arbitrage : B. Correa, R. Correa |
| 11 décembre 2023 15h30 | ×1 ×4           | Rapport  | ×1 ×2   | Scandinavium, Göteborg Affluence : 626 Arbitrage : B. Correa, R. Correa |

| 11 décembre 2023 18h00 | Hongrie   | 23 – 22  | Croatie              | Scandinavium, Göteborg Affluence : 3 449 Arbitrage : García, Paolantoni |
| 11 décembre 2023 18h00 | Klujber 9 | (8 - 11) | Milosavljević (en) 8 | Scandinavium, Göteborg Affluence : 3 449 Arbitrage : García, Paolantoni |
| 11 décembre 2023 18h00 | ×3 ×4     | Rapport  | ×2 ×3                | Scandinavium, Göteborg Affluence : 3 449 Arbitrage : García, Paolantoni |

| 11 décembre 2023 20h30 | Monténégro        | 25 – 32  | Suède             | Scandinavium, Göteborg Affluence : 6 589 Arbitrage : Carmaux, Mursch |
| 11 décembre 2023 20h30 | Despotović (en) 6 | (9 - 15) | Hagman, Roberts 6 | Scandinavium, Göteborg Affluence : 6 589 Arbitrage : Carmaux, Mursch |
| 11 décembre 2023 20h30 | ×2 ×6             | Rapport  | ×4                | Scandinavium, Göteborg Affluence : 6 589 Arbitrage : Carmaux, Mursch |

### Groupe II
|   | Équipe       | Pts | J | G | N | P | Bp  | Bc  | Diff |
| - | ------------ | --- | - | - | - | - | --- | --- | ---- |
| 1 | France       | 10  | 5 | 5 | 0 | 0 | 158 | 128 | 30   |
| 2 | Norvège      | 8   | 5 | 4 | 0 | 1 | 172 | 115 | 57   |
| 3 | Slovénie     | 6   | 5 | 3 | 0 | 2 | 141 | 143 | -2   |
| 4 | Angola       | 4   | 5 | 2 | 0 | 3 | 135 | 153 | -18  |
| 5 | Autriche     | 2   | 5 | 1 | 0 | 4 | 137 | 177 | -40  |
| 6 | Corée du Sud | 0   | 5 | 0 | 0 | 5 | 132 | 159 | -27  |

| 6 décembre 2023 15h30 | Corée du Sud | 27 – 31   | Slovénie      | Trondheim Spektrum (en), Trondheim Affluence : 619 Arbitrage : Lemes, Sosa |
| 6 décembre 2023 15h30 | Ryu 12       | (14 - 19) | Mavsar (en) 9 | Trondheim Spektrum (en), Trondheim Affluence : 619 Arbitrage : Lemes, Sosa |
| 6 décembre 2023 15h30 | ×2 ×1        | Rapport   | ×4            | Trondheim Spektrum (en), Trondheim Affluence : 619 Arbitrage : Lemes, Sosa |

| 6 décembre 2023 18h00 | France    | 41 – 27   | Autriche  | Trondheim Spektrum (en), Trondheim Affluence : 3 198 Arbitrage : H. El-Saied, Y. El-Saied |
| 6 décembre 2023 18h00 | Bouktit 7 | (25 - 14) | Ivančok 8 | Trondheim Spektrum (en), Trondheim Affluence : 3 198 Arbitrage : H. El-Saied, Y. El-Saied |
| 6 décembre 2023 18h00 | ×1 ×4     | Rapport   | ×2 ×5     | Trondheim Spektrum (en), Trondheim Affluence : 3 198 Arbitrage : H. El-Saied, Y. El-Saied |

| 6 décembre 2023 20h30 | Norvège  | 37 – 19  | Angola            | Trondheim Spektrum (en), Trondheim Affluence : 6 806 Arbitrage : Jovandić, Sekulić |
| 6 décembre 2023 20h30 | Herrem 7 | (20 - 9) | quatre joueuses 3 | Trondheim Spektrum (en), Trondheim Affluence : 6 806 Arbitrage : Jovandić, Sekulić |
| 6 décembre 2023 20h30 | ×1       | Rapport  | ×3                | Trondheim Spektrum (en), Trondheim Affluence : 6 806 Arbitrage : Jovandić, Sekulić |

| 8 décembre 2023 15h30 | Autriche      | 25 – 30   | Angola   | Trondheim Spektrum (en), Trondheim Affluence : 1 236 Arbitrage : A. Konjičanin, D. Konjičanin |
| 8 décembre 2023 15h30 | Pandza (en) 8 | (14 - 16) | Carlos 9 | Trondheim Spektrum (en), Trondheim Affluence : 1 236 Arbitrage : A. Konjičanin, D. Konjičanin |
| 8 décembre 2023 15h30 | ×1 ×3         | Rapport   | ×4 ×1    | Trondheim Spektrum (en), Trondheim Affluence : 1 236 Arbitrage : A. Konjičanin, D. Konjičanin |

| 8 décembre 2023 18:00 | Corée du Sud | 22 – 32   | France  | Trondheim Spektrum (en), Trondheim Affluence : 3 507 Arbitrage : Mitrović, Vešović |
| 8 décembre 2023 18:00 | Gim (en) 5   | (12 - 17) | Kanor 7 | Trondheim Spektrum (en), Trondheim Affluence : 3 507 Arbitrage : Mitrović, Vešović |
| 8 décembre 2023 18:00 | ×1 ×5        | Rapport   | ×1      | Trondheim Spektrum (en), Trondheim Affluence : 3 507 Arbitrage : Mitrović, Vešović |

| 8 décembre 2023 20h30 | Slovénie  | 21 – 34   | Norvège  | Trondheim Spektrum (en), Trondheim Affluence : 5 544 Arbitrage : Kuttler, Merz |
| 8 décembre 2023 20h30 | Varagić 5 | (12 - 17) | Herrem 6 | Trondheim Spektrum (en), Trondheim Affluence : 5 544 Arbitrage : Kuttler, Merz |
| 8 décembre 2023 20h30 | ×1 ×3     | Rapport   | ×1 ×2    | Trondheim Spektrum (en), Trondheim Affluence : 5 544 Arbitrage : Kuttler, Merz |

| 10 décembre 2023 15h30 | Angola     | 33 – 31   | Corée du Sud | Trondheim Spektrum (en), Trondheim Affluence : 1 716 Arbitrage : Jovandić, Sekulić |
| 10 décembre 2023 15h30 | Kassoma 11 | (20 - 15) | Woo 9        | Trondheim Spektrum (en), Trondheim Affluence : 1 716 Arbitrage : Jovandić, Sekulić |
| 10 décembre 2023 15h30 | ×1 ×2      | Rapport   | ×2           | Trondheim Spektrum (en), Trondheim Affluence : 1 716 Arbitrage : Jovandić, Sekulić |

| 10 décembre 2023 18h00 | Slovénie       | 32 – 27   | Autriche        | Trondheim Spektrum (en), Trondheim Affluence : 4 060 Arbitrage : Lemes, Sosa |
| 10 décembre 2023 18h00 | Mavsar (en) 11 | (19 - 14) | Katarina (en) 7 | Trondheim Spektrum (en), Trondheim Affluence : 4 060 Arbitrage : Lemes, Sosa |
| 10 décembre 2023 18h00 | ×1 ×2          | Rapport   |                 | Trondheim Spektrum (en), Trondheim Affluence : 4 060 Arbitrage : Lemes, Sosa |

| 10 décembre 2023 20h30 | France      | 24 – 23   | Norvège         | Trondheim Spektrum (en), Trondheim Affluence : 6 754 Arbitrage : A. Konjičanin, D. Konjičanin |
| 10 décembre 2023 20h30 | Nze Minko 6 | (12 - 12) | Ingstad, Mørk 4 | Trondheim Spektrum (en), Trondheim Affluence : 6 754 Arbitrage : A. Konjičanin, D. Konjičanin |
| 10 décembre 2023 20h30 | ×1          | Rapport   | ×4              | Trondheim Spektrum (en), Trondheim Affluence : 6 754 Arbitrage : A. Konjičanin, D. Konjičanin |

### Groupe III
|   | Équipe    | Pts | J | G | N | P | Bp  | Bc  | Diff | Dép     |
| - | --------- | --- | - | - | - | - | --- | --- | ---- | ------- |
| 1 | Danemark  | 8   | 5 | 4 | 0 | 1 | 152 | 121 | 31   | 2pts;+2 |
| 2 | Allemagne | 8   | 5 | 4 | 0 | 1 | 147 | 120 | 27   | 0pt,-2  |
| 3 | Roumanie  | 6   | 5 | 3 | 0 | 2 | 141 | 145 | -4   | /       |
| 4 | Pologne   | 4   | 5 | 2 | 0 | 3 | 119 | 143 | -24  | 2pts;+2 |
| 5 | Japon     | 4   | 5 | 2 | 0 | 3 | 137 | 141 | -4   | 0pt;-2  |
| 6 | Serbie    | 0   | 5 | 0 | 0 | 5 | 111 | 137 | -26  | /       |

| 7 décembre 2023 15h30 | Serbie             | 21 – 22   | Pologne        | Jyske Bank Boxen, Herning Affluence : 511 Arbitrage : Belkhiri, Hamidi |
| 7 décembre 2023 15h30 | Radosavljević (en) | (13 - 10) | Kochaniak (en) | Jyske Bank Boxen, Herning Affluence : 511 Arbitrage : Belkhiri, Hamidi |
| 7 décembre 2023 15h30 | ×1 ×5              | Rapport   | ×3             | Jyske Bank Boxen, Herning Affluence : 511 Arbitrage : Belkhiri, Hamidi |

| 7 décembre 2023 18h00 | Allemagne              | 24 – 22  | Roumanie   | Jyske Bank Boxen, Herning Affluence : 4 256 Arbitrage : Lah, Sok |
| 7 décembre 2023 18h00 | Döll (en), Lott (en) 4 | (9 - 12) | Buceschi 8 | Jyske Bank Boxen, Herning Affluence : 4 256 Arbitrage : Lah, Sok |
| 7 décembre 2023 18h00 | ×1 ×4                  | Rapport  | ×1 ×3 ×1   | Jyske Bank Boxen, Herning Affluence : 4 256 Arbitrage : Lah, Sok |

| 7 décembre 2023 20h30 | Danemark  | 26 – 27   | Japon          | Jyske Bank Boxen, Herning Affluence : 6 707 Arbitrage : Carmaux, Mursch |
| 7 décembre 2023 20h30 | Højlund 5 | (12 - 12) | Hattori (en) 7 | Jyske Bank Boxen, Herning Affluence : 6 707 Arbitrage : Carmaux, Mursch |
| 7 décembre 2023 20h30 | ×1 ×5     | Rapport   | ×2             | Jyske Bank Boxen, Herning Affluence : 6 707 Arbitrage : Carmaux, Mursch |

| 9 décembre 2023 15h30 | Roumanie    | 32 – 28   | Japon                       | Jyske Bank Boxen, Herning Affluence : 3 502 Arbitrage : García, Paolantoni |
| 9 décembre 2023 15h30 | Buceschi 12 | (17 - 14) | Aizawa (en), Hattori (en) 5 | Jyske Bank Boxen, Herning Affluence : 3 502 Arbitrage : García, Paolantoni |
| 9 décembre 2023 15h30 | ×1 ×4       | Rapport   | ×2                          | Jyske Bank Boxen, Herning Affluence : 3 502 Arbitrage : García, Paolantoni |

| 9 décembre 2023 18h00 | Serbie         | 21 – 31   | Allemagne | Jyske Bank Boxen, Herning Affluence : 8 138 Arbitrage : Álvarez, Bustamante |
| 9 décembre 2023 18h00 | Jovović (en) 6 | (13 - 14) | Döll (en) | Jyske Bank Boxen, Herning Affluence : 8 138 Arbitrage : Álvarez, Bustamante |
| 9 décembre 2023 18h00 | ×4             | Rapport   | ×3        | Jyske Bank Boxen, Herning Affluence : 8 138 Arbitrage : Álvarez, Bustamante |

| 9 décembre 2023 20h30 | Pologne       | 22 – 32   | Danemark                | Jyske Bank Boxen, Herning Affluence : 10 398 Arbitrage : Bolic, Hurich |
| 9 décembre 2023 20h30 | Rosiak (en) 6 | (12 - 15) | Jørgensen, Østergaard 5 | Jyske Bank Boxen, Herning Affluence : 10 398 Arbitrage : Bolic, Hurich |
| 9 décembre 2023 20h30 | ×8            | Rapport   | ×3                      | Jyske Bank Boxen, Herning Affluence : 10 398 Arbitrage : Bolic, Hurich |

| 11 décembre 2023 15h30 | Japon           | 22 – 20 | Serbie            | Jyske Bank Boxen, Herning Affluence : 1 979 Arbitrage : A. Covalciuc, I. Covalciuc |
| 11 décembre 2023 15h30 | Nakayama (en) 6 | (9 - 8) | Vukajlović (en) 6 | Jyske Bank Boxen, Herning Affluence : 1 979 Arbitrage : A. Covalciuc, I. Covalciuc |
| 11 décembre 2023 15h30 | ×3              | Rapport | ×1 ×3 ×1          | Jyske Bank Boxen, Herning Affluence : 1 979 Arbitrage : A. Covalciuc, I. Covalciuc |

| 11 décembre 2023 18h00 | Pologne       | 26 – 27   | Roumanie    | Jyske Bank Boxen, Herning Affluence : 5 221 Arbitrage : Belkhiri, Hamidi |
| 11 décembre 2023 18h00 | Balsam (en) 8 | (10 - 13) | Bucsechi 11 | Jyske Bank Boxen, Herning Affluence : 5 221 Arbitrage : Belkhiri, Hamidi |
| 11 décembre 2023 18h00 | ×1 ×3         | Rapport   | ×1 ×4       | Jyske Bank Boxen, Herning Affluence : 5 221 Arbitrage : Belkhiri, Hamidi |

| 11 décembre 2023 20h30 | Allemagne | 28 – 30   | Danemark | Jyske Bank Boxen, Herning Affluence : 8 514 Arbitrage : Lah, Sok |
| 11 décembre 2023 20h30 | Bölk 5    | (13 - 15) | Friis 7  | Jyske Bank Boxen, Herning Affluence : 8 514 Arbitrage : Lah, Sok |
| 11 décembre 2023 20h30 | ×1 ×6 ×1  | Rapport   | ×1 ×3    | Jyske Bank Boxen, Herning Affluence : 8 514 Arbitrage : Lah, Sok |

### Groupe IV
|   | Équipe    | Pts | J | G | N | P | Bp  | Bc  | Diff | Dép       |
| - | --------- | --- | - | - | - | - | --- | --- | ---- | --------- |
| 1 | Pays-Bas  | 10  | 5 | 5 | 0 | 0 | 178 | 115 | 63   | /         |
| 2 | Tchéquie  | 6   | 5 | 3 | 0 | 2 | 138 | 130 | 8    | 2 pts, +5 |
| 3 | Brésil    | 6   | 5 | 3 | 0 | 2 | 150 | 128 | 22   | 2 pts, +1 |
| 4 | Espagne   | 6   | 5 | 3 | 0 | 2 | 132 | 127 | 5    | 2 pts, -6 |
| 5 | Argentine | 2   | 5 | 1 | 0 | 4 | 115 | 155 | -40  | /         |
| 6 | Ukraine   | 0   | 5 | 0 | 0 | 5 | 104 | 162 | -58  | /         |

| 6 décembre 2023 15h30 | Ukraine         | 23 – 30   | Tchéquie    | Arena Nord, Frederikshavn Affluence : 711 Arbitrage : Altmár, Horváth |
| 6 décembre 2023 15h30 | Smbatian (en) 5 | (11 - 15) | Jeřábková 9 | Arena Nord, Frederikshavn Affluence : 711 Arbitrage : Altmár, Horváth |
| 6 décembre 2023 15h30 | ×2              | Rapport   |             | Arena Nord, Frederikshavn Affluence : 711 Arbitrage : Altmár, Horváth |

| 6 décembre 2023 18h00 | Espagne           | 30 – 23   | Argentine      | Arena Nord, Frederikshavn Affluence : 902 Arbitrage : Kažanegra, Vujačić |
| 6 décembre 2023 18h00 | Etxeberria (en) 7 | (12 - 13) | Gavilan (en) 8 | Arena Nord, Frederikshavn Affluence : 902 Arbitrage : Kažanegra, Vujačić |
| 6 décembre 2023 18h00 | ×2                | Rapport   | ×2 ×1          | Arena Nord, Frederikshavn Affluence : 902 Arbitrage : Kažanegra, Vujačić |

| 6 décembre 2023 20h30 | Pays-Bas | 35 – 27   | Brésil     | Arena Nord, Frederikshavn Affluence : 855 Arbitrage : Lovin, Stancu |
| 6 décembre 2023 20h30 | Housheer | (18 - 13) | de Abreu 7 | Arena Nord, Frederikshavn Affluence : 855 Arbitrage : Lovin, Stancu |
| 6 décembre 2023 20h30 | ×3       | Rapport   | ×1 ×3      | Arena Nord, Frederikshavn Affluence : 855 Arbitrage : Lovin, Stancu |

| 8 décembre 2023 15h30 | Brésil                   | 33 – 19  | Argentine    | Arena Nord, Frederikshavn Affluence : 417 Arbitrage : Doychinov, Gorestov |
| 8 décembre 2023 15h30 | de Paula, Cardoso (en) 5 | (16 - 7) | Pizzo (en) 5 | Arena Nord, Frederikshavn Affluence : 417 Arbitrage : Doychinov, Gorestov |
| 8 décembre 2023 15h30 | Rapport                  |          |              | Arena Nord, Frederikshavn Affluence : 417 Arbitrage : Doychinov, Gorestov |

| 8 décembre 2023 18h00 | Tchéquie    | 30 – 22  | Espagne | Arena Nord, Frederikshavn Affluence : 697 Arbitrage : Hansen, Madsen |
| 8 décembre 2023 18h00 | Jeřábková 9 | (13 - 9) | Pérez 6 | Arena Nord, Frederikshavn Affluence : 697 Arbitrage : Hansen, Madsen |
| 8 décembre 2023 18h00 | ×1 ×2       | Rapport  |         | Arena Nord, Frederikshavn Affluence : 697 Arbitrage : Hansen, Madsen |

| 8 décembre 2023 20h30 | Ukraine  | 21 – 40  | Pays-Bas  | Arena Nord, Frederikshavn Affluence : 823 Arbitrage : Al-Enezi, Al-Nassem |
| 8 décembre 2023 20h30 | Shukal 5 | (8 - 19) | Abbingh 8 | Arena Nord, Frederikshavn Affluence : 823 Arbitrage : Al-Enezi, Al-Nassem |
| 8 décembre 2023 20h30 | ×1 ×3    | Rapport  | ×2        | Arena Nord, Frederikshavn Affluence : 823 Arbitrage : Al-Enezi, Al-Nassem |

| 10 décembre 2023 12h00 | Argentine   | 25 – 20   | Ukraine      | Arena Nord, Frederikshavn Affluence : 504 Arbitrage : Kažanegra, Vujačić |
| 10 décembre 2023 12h00 | Cavo (en) 6 | (13 - 11) | Konovalova 6 | Arena Nord, Frederikshavn Affluence : 504 Arbitrage : Kažanegra, Vujačić |
| 10 décembre 2023 12h00 | ×6 ×1       | Rapport   | ×1 ×5        | Arena Nord, Frederikshavn Affluence : 504 Arbitrage : Kažanegra, Vujačić |

| 10 décembre 2023 14h15 | Tchéquie     | 27 – 30   | Brésil         | Arena Nord, Frederikshavn Affluence : 769 Arbitrage : Lovin, Stancu |
| 10 décembre 2023 14h15 | Jeřábková 11 | (17 - 16) | Cardoso (en) 9 | Arena Nord, Frederikshavn Affluence : 769 Arbitrage : Lovin, Stancu |
| 10 décembre 2023 14h15 | ×6 ×1        | Rapport   | ×1 ×5          | Arena Nord, Frederikshavn Affluence : 769 Arbitrage : Lovin, Stancu |

| 10 décembre 2023 16h30 | Pays-Bas         | 29 – 21  | Espagne                | Arena Nord, Frederikshavn Affluence : 1 314 Arbitrage : Hansen, Madsen |
| 10 décembre 2023 16h30 | Sprengers (en) 6 | (13 - 9) | So Delgado, González 5 | Arena Nord, Frederikshavn Affluence : 1 314 Arbitrage : Hansen, Madsen |
| 10 décembre 2023 16h30 | ×2               | Rapport  | ×1 ×3                  | Arena Nord, Frederikshavn Affluence : 1 314 Arbitrage : Hansen, Madsen |

## Phase finale
|  | Quarts de finale | Quarts de finale |             |             | Demi-finales           | Demi-finales           |    |  | Finale      | Finale      |
|  | Quarts de finale | Quarts de finale |             |             | Demi-finales           | Demi-finales           |    |  | Finale      | Finale      |
|  |                  |                  |             |             |                        |                        |    |  |             |             |
|  | 13 décembre      | 13 décembre      |             |             | 15 décembre            | 15 décembre            |    |  | 17 décembre | 17 décembre |
|  | 13 décembre      | 13 décembre      |             |             | 15 décembre            | 15 décembre            |    |  | 17 décembre | 17 décembre |
|  | Suède            | 27               |             |             | 15 décembre            | 15 décembre            |    |  | 17 décembre | 17 décembre |
|  | Suède            | 27               |             |             | 15 décembre            | 15 décembre            |    |  | 17 décembre | 17 décembre |
|  | Allemagne        | 20               |             |             | 15 décembre            | 15 décembre            |    |  | 17 décembre | 17 décembre |
|  | Allemagne        | 20               | Suède       | 28          |                        |                        |    |  | 17 décembre | 17 décembre |
|  | 12 décembre      |                  | Suède       | 28          |                        |                        |    |  | 17 décembre | 17 décembre |
|  |                  | France           | 37          |             |                        |                        |    |  | 17 décembre | 17 décembre |
|  | France           | France           | 37          | 33          |                        |                        |    |  | 17 décembre | 17 décembre |
|  | France           |                  |             | 33          |                        |                        |    |  | 17 décembre | 17 décembre |
|  | Tchéquie         | 22               |             |             |                        |                        |    |  | 17 décembre | 17 décembre |
|  | Tchéquie         | 22               | France      | 31          |                        |                        |    |  |             |             |
|  | 13 décembre      |                  | France      | 31          |                        |                        |    |  |             |             |
|  |                  | Norvège          | 28          |             |                        |                        |    |  |             |             |
|  | Danemark         | Norvège          | 28          | 26          |                        |                        |    |  |             |             |
|  | Danemark         | 15 décembre      |             | 26          |                        |                        |    |  |             |             |
|  | Monténégro       | 24               |             |             |                        |                        |    |  |             |             |
|  | Monténégro       | 24               | Danemark    | 28          |                        |                        |    |  |             |             |
|  | 12 décembre      | 12 décembre      | Danemark    | 28          | Match pour la 3e place | Match pour la 3e place |    |  |             |             |
|  | 12 décembre      | 12 décembre      |             | Norvège     | Match pour la 3e place | Match pour la 3e place | 29 |  |             |             |
|  | Pays-Bas         | 23               | 17 décembre | 17 décembre |                        |                        | 29 |  |             |             |
|  | Pays-Bas         | 23               | 17 décembre | 17 décembre |                        |                        |    |  |             |             |
|  | Norvège          | 30               |             | Suède       | 27                     |                        |    |  |             |             |
|  | Norvège          | 30               |             | Suède       | 27                     |                        |    |  |             |             |
|  |                  |                  |             |             |                        |                        |    |  | Danemark    | 28          |
|  |                  |                  |             |             |                        |                        |    |  | Danemark    | 28          |

### Quarts de finale
| 12 décembre 2023 17h30 | France      | 33 – 22   | Tchéquie    | Trondheim Spektrum (en), Trondheim Affluence : 4 455 Arbitrage : Álvarez, Bustamante |
| 12 décembre 2023 17h30 | Nze Minko 5 | (18 - 16) | Jeřábková 6 | Trondheim Spektrum (en), Trondheim Affluence : 4 455 Arbitrage : Álvarez, Bustamante |
| 12 décembre 2023 17h30 | ×4          | Rapport   | ×2 ×1       | Trondheim Spektrum (en), Trondheim Affluence : 4 455 Arbitrage : Álvarez, Bustamante |

| 12 décembre 2023 20h30 | Pays-Bas              | 23 – 30   | Norvège    | Trondheim Spektrum (en), Trondheim Affluence : 7 514 Arbitrage : Kuttler, Merz |
| 12 décembre 2023 20h30 | Housheer, Malestein 4 | (11 - 12) | Skogrand 9 | Trondheim Spektrum (en), Trondheim Affluence : 7 514 Arbitrage : Kuttler, Merz |
| 12 décembre 2023 20h30 | ×3                    | Rapport   | ×1 ×7      | Trondheim Spektrum (en), Trondheim Affluence : 7 514 Arbitrage : Kuttler, Merz |

| 13 décembre 2023 17h30 | Suède             | 27 – 20  | Allemagne        | Jyske Bank Boxen, Herning Affluence : 6 613 Arbitrage : Hansen, Madsen |
| 13 décembre 2023 17h30 | quatre joueuses 5 | (16 - 6) | Trois joueuses 4 | Jyske Bank Boxen, Herning Affluence : 6 613 Arbitrage : Hansen, Madsen |
| 13 décembre 2023 17h30 | ×1                | Rapport  |                  | Jyske Bank Boxen, Herning Affluence : 6 613 Arbitrage : Hansen, Madsen |

| 13 décembre 2023 20h30 | Danemark        | 26 – 24   | Monténégro    | Jyske Bank Boxen, Herning Affluence : 11 031 Arbitrage : Belkhiri, Hamidi |
| 13 décembre 2023 20h30 | Friis, Hansen 5 | (13 - 10) | Mugoša (en) 6 | Jyske Bank Boxen, Herning Affluence : 11 031 Arbitrage : Belkhiri, Hamidi |
| 13 décembre 2023 20h30 | ×1              | Rapport   | ×1 ×6         | Jyske Bank Boxen, Herning Affluence : 11 031 Arbitrage : Belkhiri, Hamidi |

### Demi-finales
| 15 décembre 2023 17h30 | Danemark      | 28 - 29 (ap)      | Norvège    | Jyske Bank Boxen, Herning Affluence : 12 136 Arbitrage : A. et D. Konjičanin |
| 15 décembre 2023 17h30 | Jørgensen 7   | (14 - 9, 23 - 23) | Reistad 15 | Jyske Bank Boxen, Herning Affluence : 12 136 Arbitrage : A. et D. Konjičanin |
| 15 décembre 2023 17h30 | Prol. : 5 - 6 |                   |            | Jyske Bank Boxen, Herning Affluence : 12 136 Arbitrage : A. et D. Konjičanin |
| 15 décembre 2023 17h30 | ×1 ×5         | Rapport           | ×4         | Jyske Bank Boxen, Herning Affluence : 12 136 Arbitrage : A. et D. Konjičanin |

| 15 décembre 2023 21h00 | Suède    | 28 – 37   | France    | Jyske Bank Boxen, Herning Affluence : 8 154 Arbitrage : Kuttler, Merz |
| 15 décembre 2023 21h00 | Hagman 5 | (11 - 19) | Horacek 9 | Jyske Bank Boxen, Herning Affluence : 8 154 Arbitrage : Kuttler, Merz |
| 15 décembre 2023 21h00 | ×5       | Rapport   | ×1 ×2     | Jyske Bank Boxen, Herning Affluence : 8 154 Arbitrage : Kuttler, Merz |

### Match pour la troisième place
| 17 décembre 2023 16h00 | Suède              | 27 – 28   | Danemark         | Jyske Bank Boxen, Herning Affluence : 11 877 Arbitrage : Álvarez, Bustamante |
| 17 décembre 2023 16h00 | Blohm, Mellegård 7 | (15 - 18) | Trois joueuses 5 | Jyske Bank Boxen, Herning Affluence : 11 877 Arbitrage : Álvarez, Bustamante |
| 17 décembre 2023 16h00 | ×2                 | Rapport   | ×2 ×1            | Jyske Bank Boxen, Herning Affluence : 11 877 Arbitrage : Álvarez, Bustamante |

### Finale
| 17 décembre 2023 19h00 | France               | 31 – 28   | Norvège | Jyske Bank Boxen, Herning Affluence : 12 031 Arbitrage : Lah, Sok |
| 17 décembre 2023 19h00 | Horacek, Grandveau 5 | (20 - 17) | Mørk 8  | Jyske Bank Boxen, Herning Affluence : 12 031 Arbitrage : Lah, Sok |
| 17 décembre 2023 19h00 | ×1 ×4                | Rapport   | ×2 ×3   | Jyske Bank Boxen, Herning Affluence : 12 031 Arbitrage : Lah, Sok |

### Matchs de classement pour la5eà8eplace
|  | Demi-finales de classement | Demi-finales de classement |                        |    | Match pour la 5e place | Match pour la 5e place |
|  | Demi-finales de classement | Demi-finales de classement |                        |    | Match pour la 5e place | Match pour la 5e place |
|  |                            |                            |                        |    |                        |                        |
|  | 15 décembre                | 15 décembre                |                        |    | 17 décembre            | 17 décembre            |
|  | 15 décembre                | 15 décembre                |                        |    | 17 décembre            | 17 décembre            |
|  | Allemagne                  | 32                         |                        |    | 17 décembre            | 17 décembre            |
|  | Allemagne                  | 32                         |                        |    | 17 décembre            | 17 décembre            |
|  | Tchéquie                   | 26                         |                        |    | 17 décembre            | 17 décembre            |
|  | Tchéquie                   | 26                         | Allemagne              | 26 |                        |                        |
|  | 15 décembre                |                            | Allemagne              | 26 |                        |                        |
|  |                            | Pays-Bas                   | 30                     |    |                        |                        |
|  | Monténégro                 | Pays-Bas                   | 30                     | 25 |                        |                        |
|  | Monténégro                 |                            |                        | 25 |                        |                        |
|  | Pays-Bas                   | 28                         |                        |    |                        |                        |
|  | Pays-Bas                   | 28                         | Match pour la 7e place |    |                        |                        |
|  |                            |                            |                        |    |                        |                        |
|  | 17 décembre                |                            |                        |    |                        |                        |
|  |                            |                            |                        |    |                        |                        |
|  | Tchéquie                   | 24                         |                        |    |                        |                        |
|  | Tchéquie                   | 24                         |                        |    |                        |                        |
|  | Monténégro                 | 28                         |                        |    |                        |                        |
|  | Monténégro                 | 28                         |                        |    |                        |                        |

Demi-finales de classement
| 15 décembre 2023 11h30 | Allemagne  | 32 – 26   | Tchéquie    | Jyske Bank Boxen, Herning Affluence : 445 Arbitrage : García, Paolantoni |
| 15 décembre 2023 11h30 | Leuchter 6 | (14 - 12) | Jeřábková 6 | Jyske Bank Boxen, Herning Affluence : 445 Arbitrage : García, Paolantoni |
| 15 décembre 2023 11h30 | ×3 ×6      | Rapport   | ×3          | Jyske Bank Boxen, Herning Affluence : 445 Arbitrage : García, Paolantoni |

| 15 décembre 2023 14h30 | Monténégro    | 25 – 28   | Pays-Bas    | Jyske Bank Boxen, Herning Affluence : 1 627 Arbitrage : Hansen, Madsen |
| 15 décembre 2023 14h30 | Mugoša (en) 6 | (13 - 14) | Malestein 8 | Jyske Bank Boxen, Herning Affluence : 1 627 Arbitrage : Hansen, Madsen |
| 15 décembre 2023 14h30 | ×1            | Rapport   | ×1          | Jyske Bank Boxen, Herning Affluence : 1 627 Arbitrage : Hansen, Madsen |

Match pour la 5e place
| 17 décembre 2023 13h00 | Allemagne   | 26 – 30  | Pays-Bas    | Jyske Bank Boxen, Herning Affluence : 2 594 Arbitrage : A. Covalciuc, I. Covalciuc |
| 17 décembre 2023 13h00 | Döll (en) 7 | (7 - 16) | Malestein 7 | Jyske Bank Boxen, Herning Affluence : 2 594 Arbitrage : A. Covalciuc, I. Covalciuc |
| 17 décembre 2023 13h00 | ×5          | Rapport  | ×4          | Jyske Bank Boxen, Herning Affluence : 2 594 Arbitrage : A. Covalciuc, I. Covalciuc |

Match pour la 7e place
| 17 décembre 2023 10h15 | Tchéquie        | 24 – 28   | Monténégro | Jyske Bank Boxen, Herning Affluence : 491 Arbitrage : Lovin, Stancu |
| 17 décembre 2023 10h15 | trois joueurs 5 | (10 - 14) | Grbić 7    | Jyske Bank Boxen, Herning Affluence : 491 Arbitrage : Lovin, Stancu |
| 17 décembre 2023 10h15 | ×1              | Rapport   | ×1 ×5      | Jyske Bank Boxen, Herning Affluence : 491 Arbitrage : Lovin, Stancu |

## Classement final

### Modalités
Les équipes sont classées selon les critères suivants :
- Places 1 à 8 : suivant leurs résultats lors de la phase finale ;
- Places 9 à 24 : les équipes ayant terminé troisième du tour principal sont classées de la 9e à la 12e place, les quatrièmes de la 13e à la 16e place, les cinquièmes de la 17e à la 20e place et les sixièmes de la 21e à la 24e place. Pour départager les quatre équipes, il faut considérer :
  1. le nombre de points gagnés (lors du tour principal) ;
  2. la différence de buts lors du tour principal ;
  3. le plus grand nombre de buts marqués lors du tour principal ;
  4. le cas échéant, les équipes sont départagées en fonction du nombre de points marqués, puis de la différence de buts et enfin du plus grand nombre de buts marqués lors du tour préliminaire.
  5. en dernier recours, le départage est fait au tirage au sort.
- Places 25 à 32 : suivant leurs résultats lors des matchs de classement à l'issue de la Coupe du Président.

Le vainqueur est directement qualifié pour les Jeux olympiques de 2024. Les six premières équipes non directement qualifiées obtiennent le droit de participer à des tournois de qualification olympique (TQO).

### Bilan et qualifications
Le classement final est :
| Rang                      | Équipe       | J | G | N | P | Bp  | Bc  | Diff | Qualifications |
| ------------------------- | ------------ | - | - | - | - | --- | --- | ---- | -------------- |
| Médaille d'or, monde      | France       | 9 | 9 | 0 | 0 | 290 | 228 | +62  | CM 2025        |
| Médaille d'argent, monde  | Norvège      | 9 | 7 | 0 | 2 | 302 | 208 | +94  | JO 2024        |
| Médaille de bronze, monde | Danemark     | 9 | 7 | 0 | 2 | 280 | 212 | +68  | -*             |
| 4                         | Suède        | 9 | 7 | 0 | 2 | 261 | 204 | +57  | TQO            |
| 5                         | Pays-Bas     | 9 | 8 | 0 | 1 | 299 | 216 | +83  | TQO            |
| 6                         | Allemagne    | 9 | 6 | 0 | 3 | 270 | 225 | +45  | TQO            |
| 7                         | Monténégro   | 9 | 4 | 1 | 4 | 246 | 212 | +34  | TQO            |
| 8                         | Tchéquie     | 9 | 5 | 0 | 4 | 242 | 245 | -3   | TQO            |
| 9                         | Brésil       | 6 | 4 | 0 | 2 | 196 | 143 | +53  | -*             |
| 10                        | Hongrie      | 6 | 4 | 0 | 2 | 167 | 124 | +43  | TQO            |
| 11                        | Slovénie     | 6 | 4 | 0 | 2 | 171 | 167 | +4   | -              |
| 12                        | Roumanie     | 6 | 4 | 0 | 2 | 185 | 164 | +21  | -              |
| 13                        | Espagne      | 6 | 4 | 0 | 2 | 166 | 144 | +22  | -              |
| 14                        | Croatie      | 6 | 3 | 1 | 2 | 150 | 120 | +30  | -              |
| 15                        | Angola       | 6 | 2 | 1 | 3 | 161 | 179 | -18  | -              |
| 16                        | Pologne      | 6 | 3 | 0 | 3 | 154 | 158 | -4   | -              |
| 17                        | Japon        | 6 | 3 | 0 | 3 | 179 | 151 | +28  | -              |
| 18                        | Sénégal      | 6 | 2 | 1 | 3 | 125 | 142 | -17  | -              |
| 19                        | Autriche     | 6 | 2 | 0 | 4 | 180 | 200 | -20  | -              |
| 20                        | Argentine    | 6 | 2 | 0 | 4 | 146 | 181 | -35  | -              |
| 21                        | Serbie       | 6 | 1 | 0 | 5 | 141 | 153 | -12  | -              |
| 22                        | Corée du Sud | 6 | 1 | 0 | 5 | 159 | 175 | -16  | -              |
| 23                        | Ukraine      | 6 | 1 | 0 | 5 | 141 | 186 | -45  | -              |
| 24                        | Cameroun     | 6 | 1 | 0 | 5 | 105 | 170 | -65  | -              |
| 25                        | Islande      | 7 | 4 | 1 | 2 | 194 | 171 | +23  | -              |
| 26                        | Congo        | 7 | 3 | 0 | 4 | 189 | 210 | -21  | -              |
| 27                        | Chili        | 7 | 3 | 0 | 4 | 150 | 212 | -62  | -              |
| 28                        | Chine        | 7 | 2 | 0 | 5 | 155 | 197 | -42  | -              |
| 29                        | Paraguay     | 7 | 2 | 0 | 5 | 157 | 199 | -42  | -              |
| 30                        | Kazakhstan   | 7 | 1 | 0 | 6 | 178 | 246 | -68  | -              |
| 31                        | Iran         | 7 | 1 | 0 | 6 | 144 | 240 | -96  | -              |
| 32                        | Groenland    | 7 | 0 | 0 | 7 | 130 | 231 | -101 | -              |

Remarques sur les qualifications aux Jeux olympiques de 2024 :
- La France étant déjà qualifiée en tant que pays-hôte, c'est la Norvège qui obtient la place directement qualificative pour les Jeux olympiques de 2024.
- La Norvège étant également championne d'Europe, le Danemark récupère la place qualificative pour les Jeux olympiques de 2024 en tant que finaliste de cette compétition[5]
- Du fait de la présence parmi les neuf premiers de la France, de la Norvège, du Danemark et du Brésil, déjà qualifiées pour les Jeux olympiques de 2024, la sixième place qualificative à un tournoi de qualification olympique (TQO) est attribuée à la Hongrie, 10e.

## Statistiques et récompenses

### Équipe-type
| Glauser Valentini Blohm Hagman Nze Minko Oftedal Burgaard Meilleure joueuse : Reistad Meilleure buteuse : Jeřábková               |
| Équipe-type du championnat du monde 2023                                                                                          |
| · Glauser · Valentini · Blohm · Hagman · Nze Minko · Oftedal · Burgaard Meilleure joueuse : Reistad Meilleure buteuse : Jeřábková |

L'équipe-type du tournoi est composée des joueuses suivantes : 
- Meilleure joueuse :  Henny Reistad
- Meilleure gardienne de but :  Laura Glauser
- Meilleure ailière droite :  Nathalie Hagman
- Meilleure arrière droite :  Louise Burgaard
- Meilleure demi-centre :  Stine Bredal Oftedal
- Meilleure pivot :  Linn Blohm
- Meilleure arrière gauche :  Estelle Nze Minko
- Meilleure ailière gauche :  Chloé Valentini
- Meilleure jeune :  Viola Leuchter

### Statistiques collectives
- Meilleure attaque :  Norvège (33,6 buts par match)
- Moins bonne attaque :  Cameroun (17,5 buts par match)
- Meilleure défense :  Croatie (20,0 buts par match)
- Moins bonne défense :  Kazakhstan (35,1 buts par match)

### Statistiques individuelles
| Rang | Joueuse                  | Équipe     | Buts | Tirs | %      | 7m      | MJ | Moy. |
| ---- | ------------------------ | ---------- | ---- | ---- | ------ | ------- | -- | ---- |
| 1    | Markéta Jeřábková        | Tchéquie   | 63   | 110  | 57,3 % | 7 / 11  | 9  | 7,0  |
| 2    | Henny Reistad            | Norvège    | 52   | 70   | 74,3 % | 4 / 5   | 9  | 5,8  |
| 3    | Eliza Buceschi           | Roumanie   | 47   | 63   | 74,6 % | 17 / 18 | 6  | 7,8  |
| 3    | Angela Malestein         | Pays-Bas   | 47   | 66   | 71,2 % | 22 / 25 | 9  | 5,2  |
| 3    | Kristina Jørgensen       | Danemark   | 47   | 74   | 63,5 % | 16 / 18 | 9  | 5,2  |
| 6    | Veronika Malá            | Tchéquie   | 46   | 64   | 71,9 % | -       | 9  | 5,1  |
| 7    | Nathalie Hagman          | Suède      | 43   | 57   | 75,4 % | 14 / 18 | 9  | 4,8  |
| 7    | Dijana Mugoša            | Monténégro | 43   | 62   | 69,4 % | 14 / 19 | 9  | 4,8  |
| 9    | Camilla Herrem           | Norvège    | 42   | 54   | 77,8 % | -       | 9  | 4,7  |
| 10   | Charlotte Cholevová (en) | Tchéquie   | 41   | 70   | 58,6 % | 3 / 5   | 9  | 4,6  |
| 10   | Fatemeh Merikh           | Iran       | 41   | 87   | 47,1 % | 8 / 12  | 7  | 5,9  |

| Rang | Joueuse              | Équipe     | %      | Arrêts | Tirs | MJ | Moy. |
| ---- | -------------------- | ---------- | ------ | ------ | ---- | -- | ---- |
| 1    | Marta Batinović (en) | Monténégro | 51,3 % | 40     | 78   | 4  | 10,0 |
| 2    | Atsuko Baba (en)     | Japon      | 49,0 % | 26     | 53   | 3  | 8,7  |
| 3    | Silje Solberg        | Norvège    | 40,4 % | 65     | 161  | 8  | 8,1  |
| 4    | Lucija Bešen (en)    | Croatie    | 39,2 % | 31     | 79   | 6  | 5,2  |
| 5    | Rinka Duijndam       | Pays-Bas   | 38,4 % | 28     | 73   | 7  | 4,0  |
| 6    | Tess Lieder          | Pays-Bas   | 38,3 % | 18     | 47   | 6  | 3,0  |
| 7    | Yara ten Holte (en)  | Pays-Bas   | 37,8 % | 79     | 209  | 8  | 9,9  |
| 8    | Tea Pijević          | Croatie    | 36,9 % | 41     | 111  | 6  | 6,8  |
| 9    | Blanka Böde-Bíró     | Hongrie    | 36,3 % | 58     | 160  | 6  | 9,7  |
| 10   | Johanna Bundsen      | Suède      | 36,1 % | 74     | 205  | 8  | 9,3  |

## Effectifs des équipes sur le podium

### Championne du monde:France
L'effectif de l'équipe de France, championne du monde, est, :
- 01 – Laura Glauser (GB)
- 02 – Méline Nocandy
- 03 – Alicia Toublanc
- 06 – Chloé Valentini
- 08 – Coralie Lassource
- 10 – Grâce Zaadi
- 19 – Océane Sercien-Ugolin
- 20 – Laura Flippes
- 21 – Orlane Kanor
- 22 – Tamara Horacek
- 23 – Déborah Lassource
- 26 – Pauletta Foppa
- 27 – Estelle Nze Minko
- 29 – Oriane Ondono
- 30 – Camille Depuiset (GB)
- 31 – Lucie Granier
- 32 – Sarah Bouktit
- 34 – Léna Grandveau
- 99 – Hatadou Sako (GB)

Sélectionneur :
- Olivier Krumbholz

### Vice-champion du monde:Norvège
L'effectif de l'équipe de Norvège, vice-championne du monde, est, :
- 01 – Marie Davidsen (GB)
- 06 – Maren Nyland Aardahl
- 07 – Stine Skogrand
- 09 – Nora Mørk
- 10 – Stine Bredal Oftedal
- 12 – Silje Solberg (GB)
- 13 – Kari Brattset
- 14 – Kristine Breistøl
- 15 – Vilde Ingstad
- 16 – Katrine Lunde (GB)
- 21 – Ingvild Bakkerud
- 22 – Kristina Novak
- 23 – Camilla Herrem
- 24 – Sanna Solberg
- 25 – Henny Reistad
- 26 – Emilie Hovden
- 30 – Maja Sæteren
- 32 – Olivia Nygaard (GB)
- 33 – Thale Rushfeldt Deila

Sélectionneur :
- Þórir Hergeirsson

### Troisième:Danemark
L'effectif de l'équipe du Danemark, médaille de bronze, est, :
- 01 – Sandra Toft (GB)
- 03 – Kaja Nielsen
- 05 – Sarah Iversen
- 06 – Helena Hagesø
- 08 – Anne Mette Hansen
- 11 – Line Haugsted
- 12 – Anna Kristensen (GB)
- 16 – Althea Reinhardt (GB)
- 21 – Andrea Hansen
- 23 – Kristina Jørgensen
- 25 – Trine Jensen
- 27 – Louise Burgaard
- 31 – Simone Petersen
- 32 – Mie Højlund
- 33 – Emma Friis
- 41 – Elma Halilcevic
- 34 – Rikke Iversen
- 45 – Julie Scaglione

Sélectionneur :
- Jesper Jensen